# Anger (Erfurt)

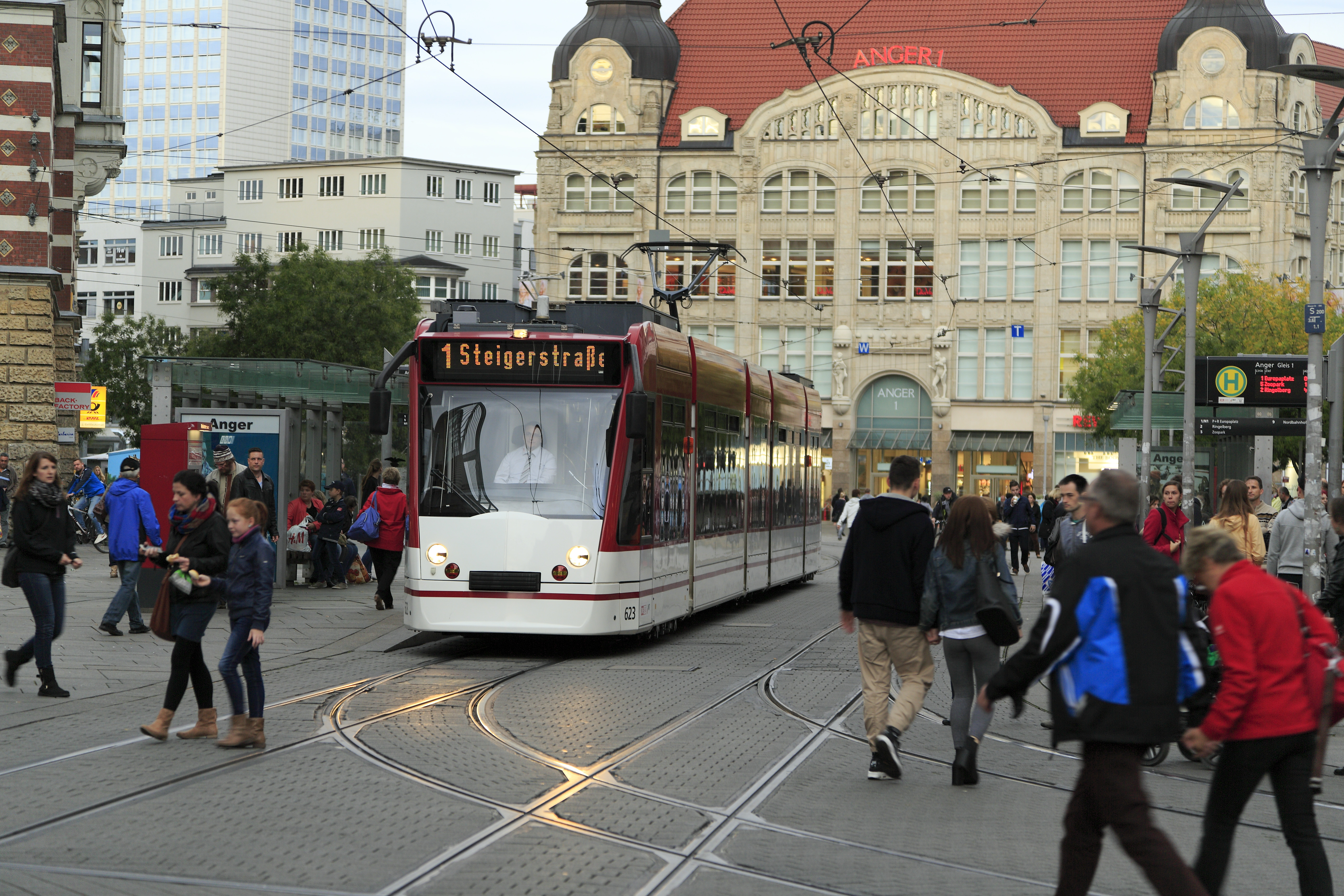
Anger Höhe Bahnhofstraße mit Blick auf Anger 1

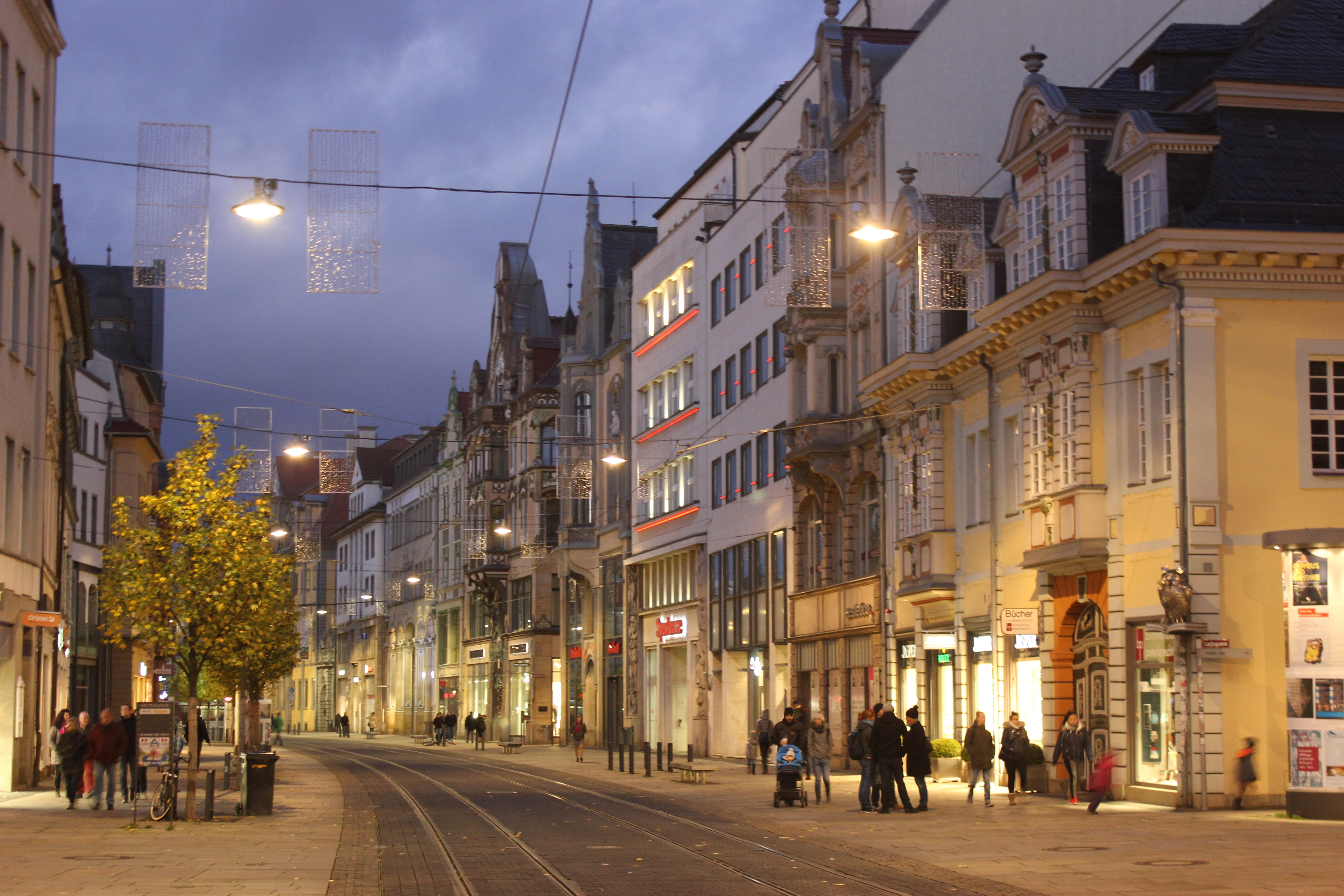
Anger an einem Novemberabend

Der Anger ist ein ehemaliger Handelsplatz und die heutige Hauptgeschäftsstraße und Flaniermeile der thüringischen Landeshauptstadt Erfurt. Der einstige Haupthandelsplatz für Waid, Wein, Wolle und Weizen ist heute Fußgängerzone, durch die die Erfurter Straßenbahn fährt. Der Anger wird von mondänen, großstädtischen Geschäftshäusern aus der Gründerzeit (Historismus, Jugendstil) dominiert. Der Name Anger weist auf eine einstige, langgestreckte Wiese oder Weide hin, in einer breiten, platzähnlichen Straße, deren Form bis heute erhalten blieb. Die Gesamtlänge des Angers beträgt etwa 600 Meter.

## Lage
Der Anger liegt 500 Meter nordwestlich des Hauptbahnhofs und ist mit diesem direkt über die Bahnhofstraße (Straßenbahn) verbunden. Der Anger befindet sich abseits der Touristenströme und bekannten Sehenswürdigkeiten (Domplatz, Fischmarkt, Krämerbrücke), obwohl er ebenfalls sehenswert ist. Er liegt in der südöstlichen Altstadt, wo er sich unweit der ersten, innerenen Stadtbefestigung (an Stelle des heutigen Juri-Gagarin-Rings) parallel zu ihr hinzieht. Das nordwestliche Ende des Angers liegt 300 Meter östlich der Krämerbrücke. Von da schwenkt er in einem weiten Bogen nach Westen, in Richtung Hirschgarten, mit der Thüringer Staatskanzlei.

## Geschichte

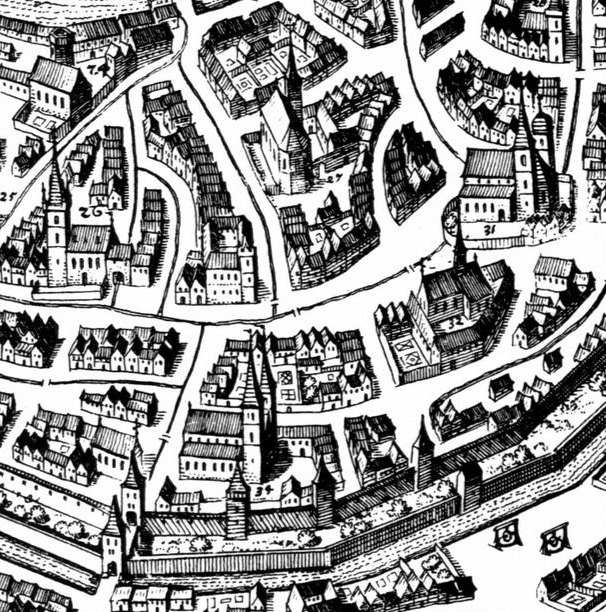
Anger (Bildmitte) im Jahre 1650 mit St. Lorenz (27), Kaufmannskirche (31) und innerer Stadtbefestigung (Die Zahlen in Klammern sind bei Vergrößerung des Bildes sichtbar)

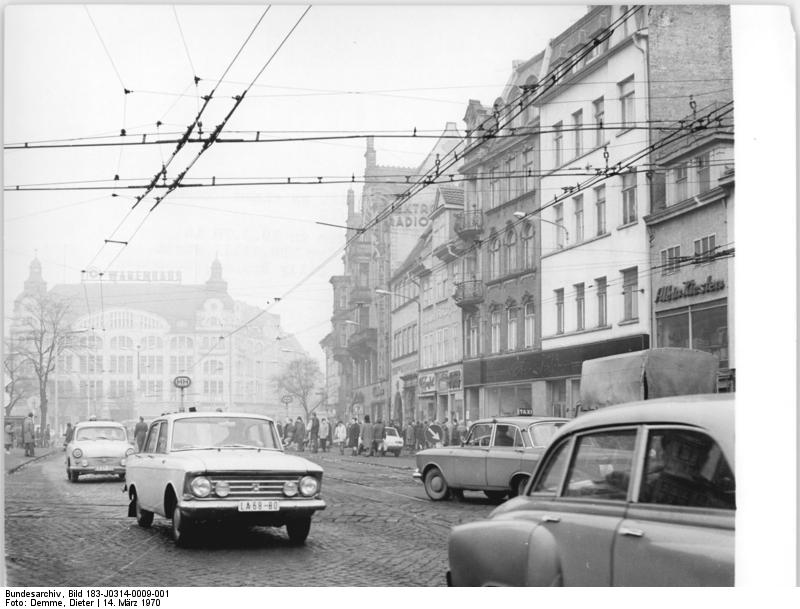
Anger mit Autos am 14. März 1970, fünf Tage vor dem Erfurter Treffen von Willi Stoph mit Willy Brandt

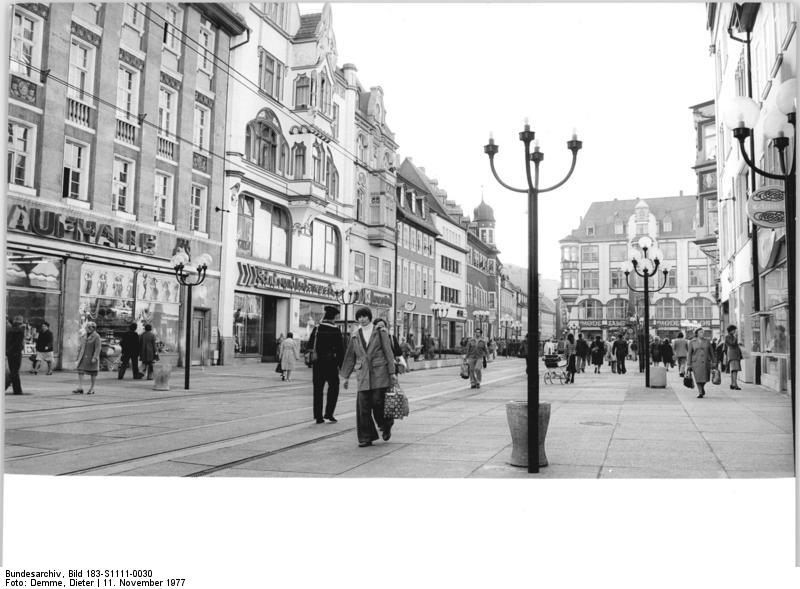
Anger als Fußgängerzone 1977

Die Bezeichnung Anger für den zentralen Platz Erfurts innerhalb der Stadtmauern befindet sich erstmals in einem Schriftstück aus dem Jahr 1196.
Vom 14. bis zum 17. Jahrhundert wurde auf dem östlichen Teil des Angers ausschließlich mit Färberwaid gehandelt, dem Erfurt seinen großen Reichtum jener Zeit verdankte. Damals nannte man den Ort auch „Weidt Anger“ bzw. „Waydanger“.
In der DDR-Zeit wurde der Anger Mitte der 1970er Jahre zur Fußgängerzone und zu einem Einkaufs-Boulevard umgestaltet, unter Beibehaltung der Straßenbahn, so wie das bis heute der Fall ist. 110 Fassaden wurden dabei restauriert oder neu gestaltet.
Der in Erfurt geborene Weimarer Künstler Horst Jährling (1922–2013) erhielt 1976 den Auftrag zur farblichen Gestaltung des Angers.

„Die kompakte Masse der in unmittelbarer Nachbarschaft zum Angermuseum stehenden Gründerzeitbauten wurden farbig bis ins kleinste Detail gegliedert, um ihr die Dominanz zu nehmen. […] Die Bauten der zwanziger Jahre unseres Jahrhunderts sind in grafische Spannung gesetzt, das heißt helle Wände stehen in Kontrast zu den dunklen Fensterbänken […] Ich ging stets davon aus, eine Flanierzone zu schaffen und kein Architekturmuseum […] Als die Gerüste fielen, hat zu meiner großen Freude die Erfurter Bevölkerung das neue Gesicht ihres Angers voll angenommen.“

Der heutige Anger ist, im Gegensatz zu vielen ostdeutschen Altstadtquartieren, das Ergebnis eine konstanten Weiterentwicklung von der DDR-Zeit bis ins 21. Jahrhundert (siehe auch oberes Doppelbild).

## Beschreibung
Die Randbebauung des Angers ist nicht mehr einheitlich. Am nordöstlichen Ende befinden sich noch Häuser aus dem 17. Jahrhundert, wie beispielsweise der kurmainzische Pack- und Waagehof. Viele Häuser mussten in der Gründerzeit großen Geschäftshäusern Platz machen, wodurch sich der Anger zu einer Prachtstraße entwickelte. Seit den 1920er Jahren entstanden noch einzelne, weitere Gebäude, bis hin zur Zeit nach der Wende mit dem  Angereck, mit moderner Glasfassade, welches die Buchhandlung Hugendubel beherbergt.
Neben den zahlreichen Geschäften finden sich heute auch mondäne Cafés und Restaurants am Anger, vorwiegend mit einheimischen Besuchern, abseits der Touristenlokale zwischen Domplatz und Krämerbrücke.
Die Hausnummern folgen der Hufeisennummerierung, beginnend im Uhrzeigersinn am nordöstlichen Ende des Angers (siehe: Anger 1) und somit dort auch wieder endend, mit der höchsten Hausnummer Anger 81, direkt gegenüber von Anger 1.

Geschäftshäuser aus der Gründerzeit
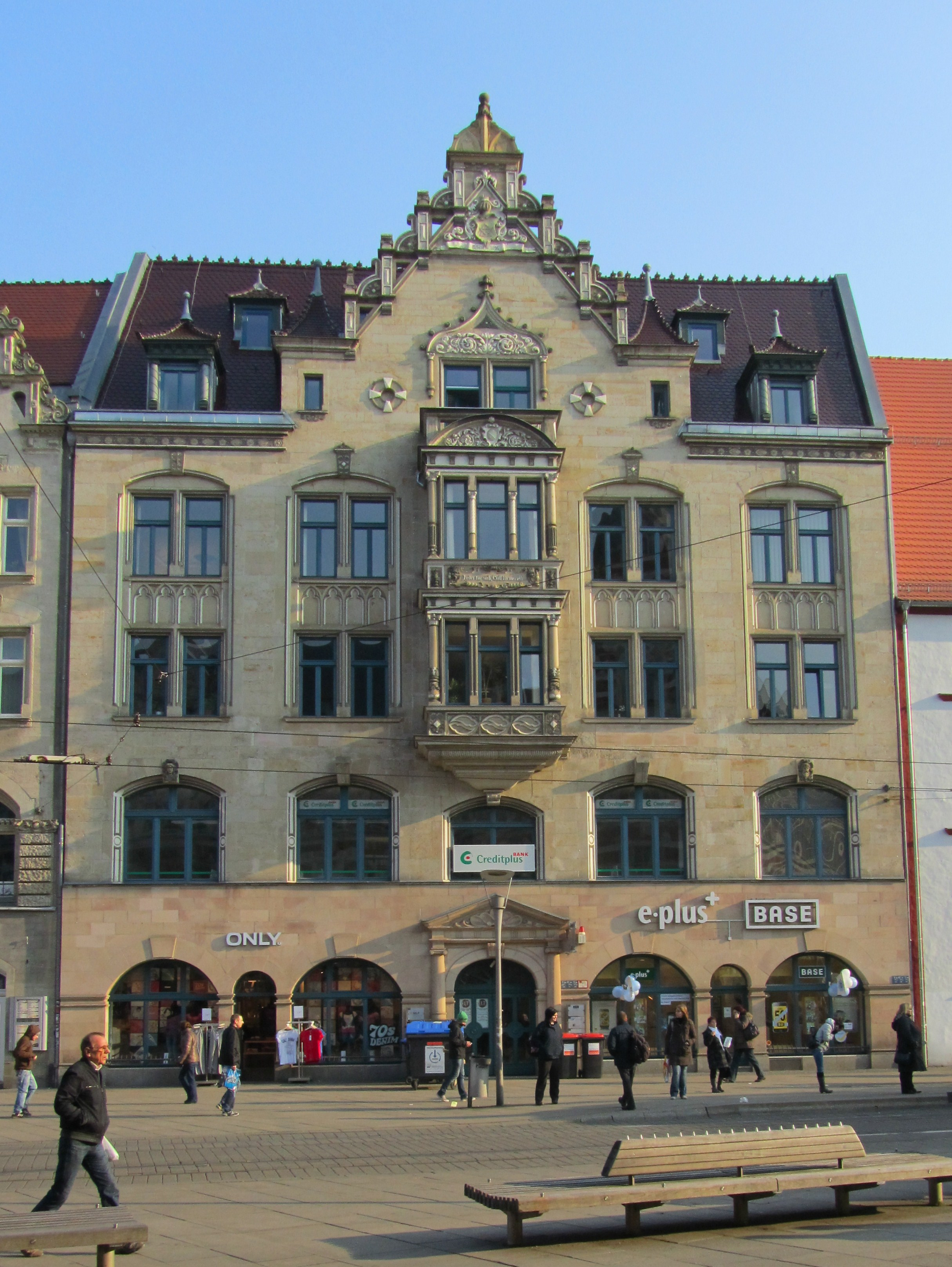
Anger 10
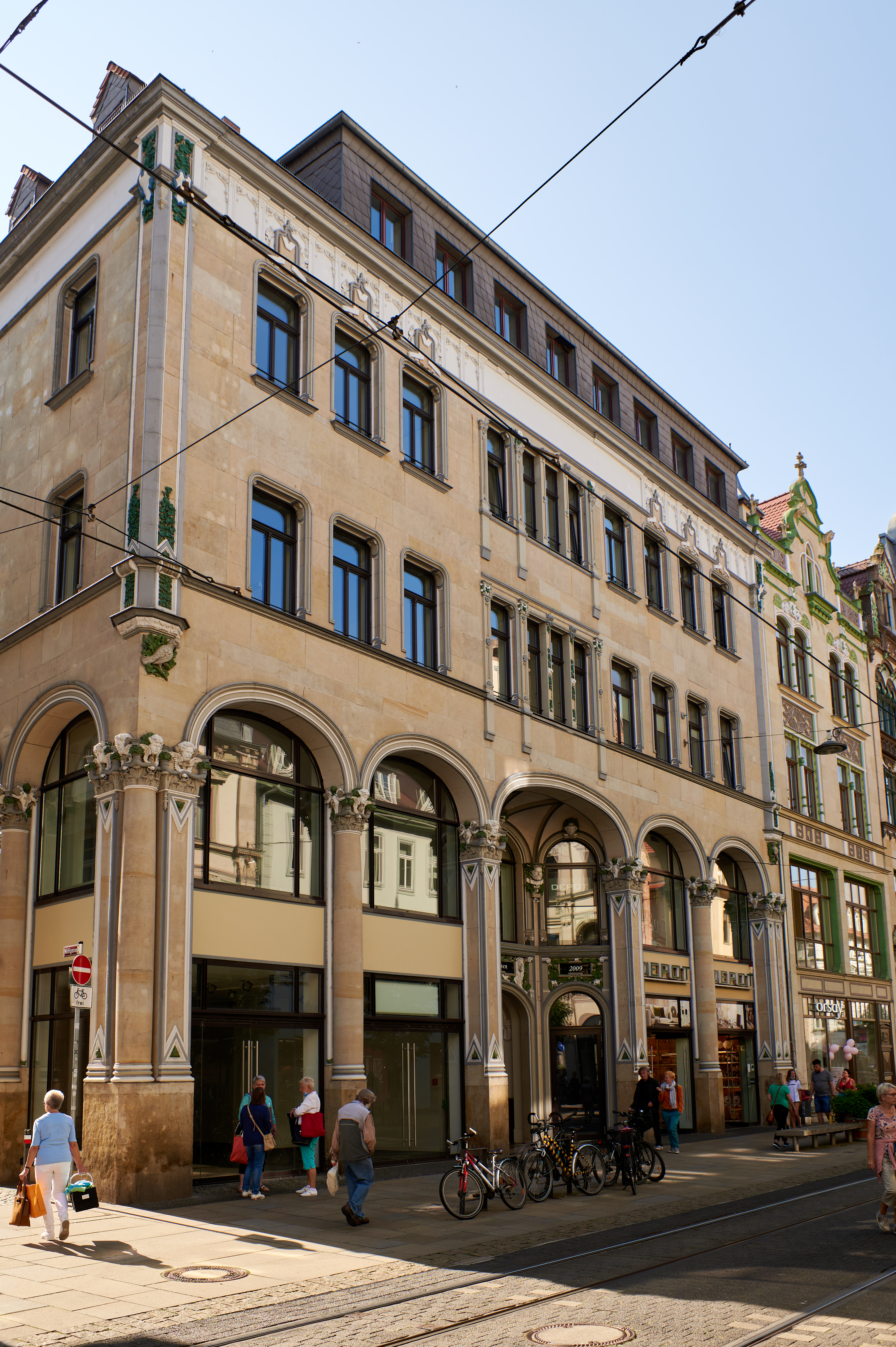
Anger 21
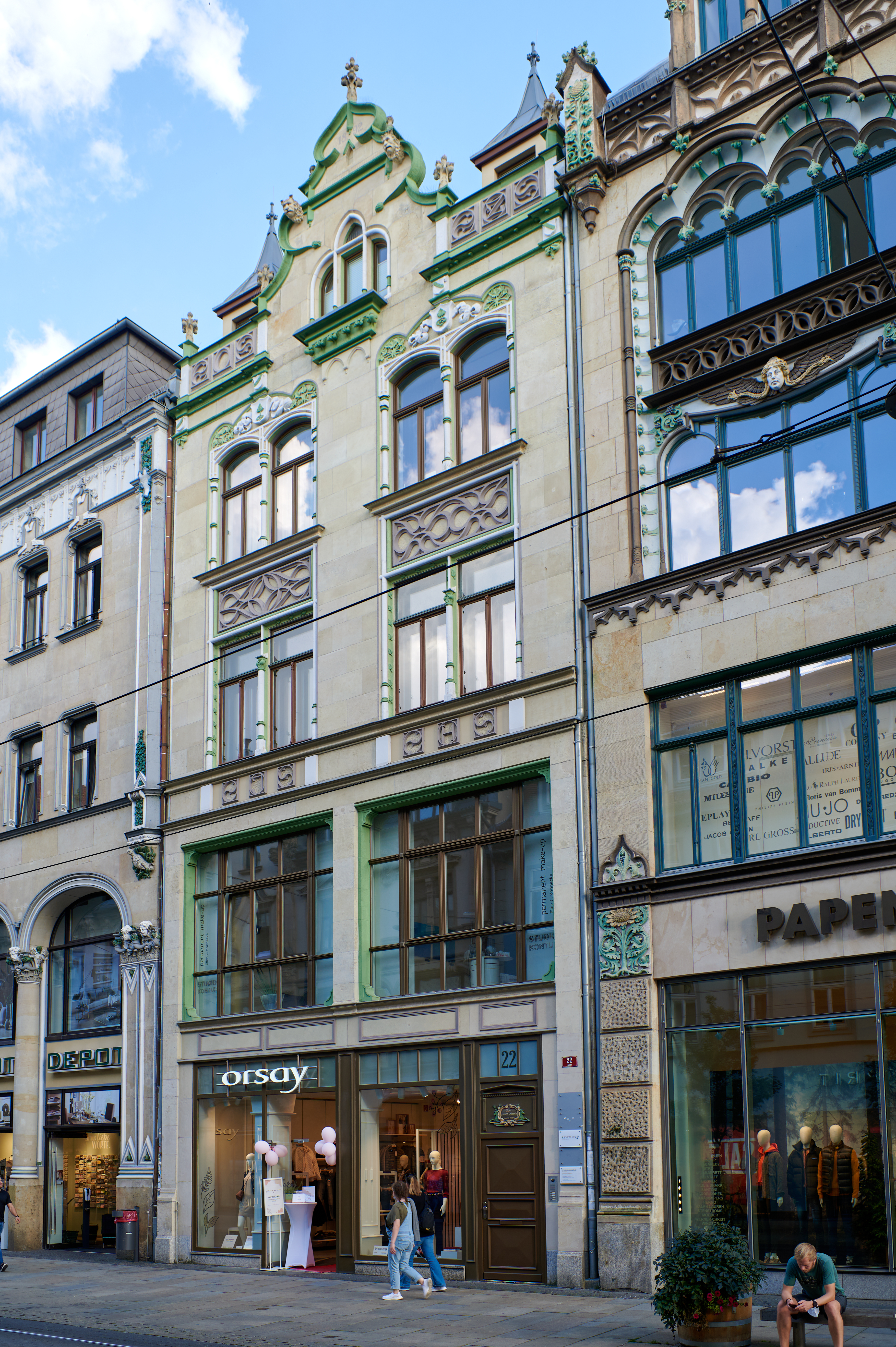
Anger 22
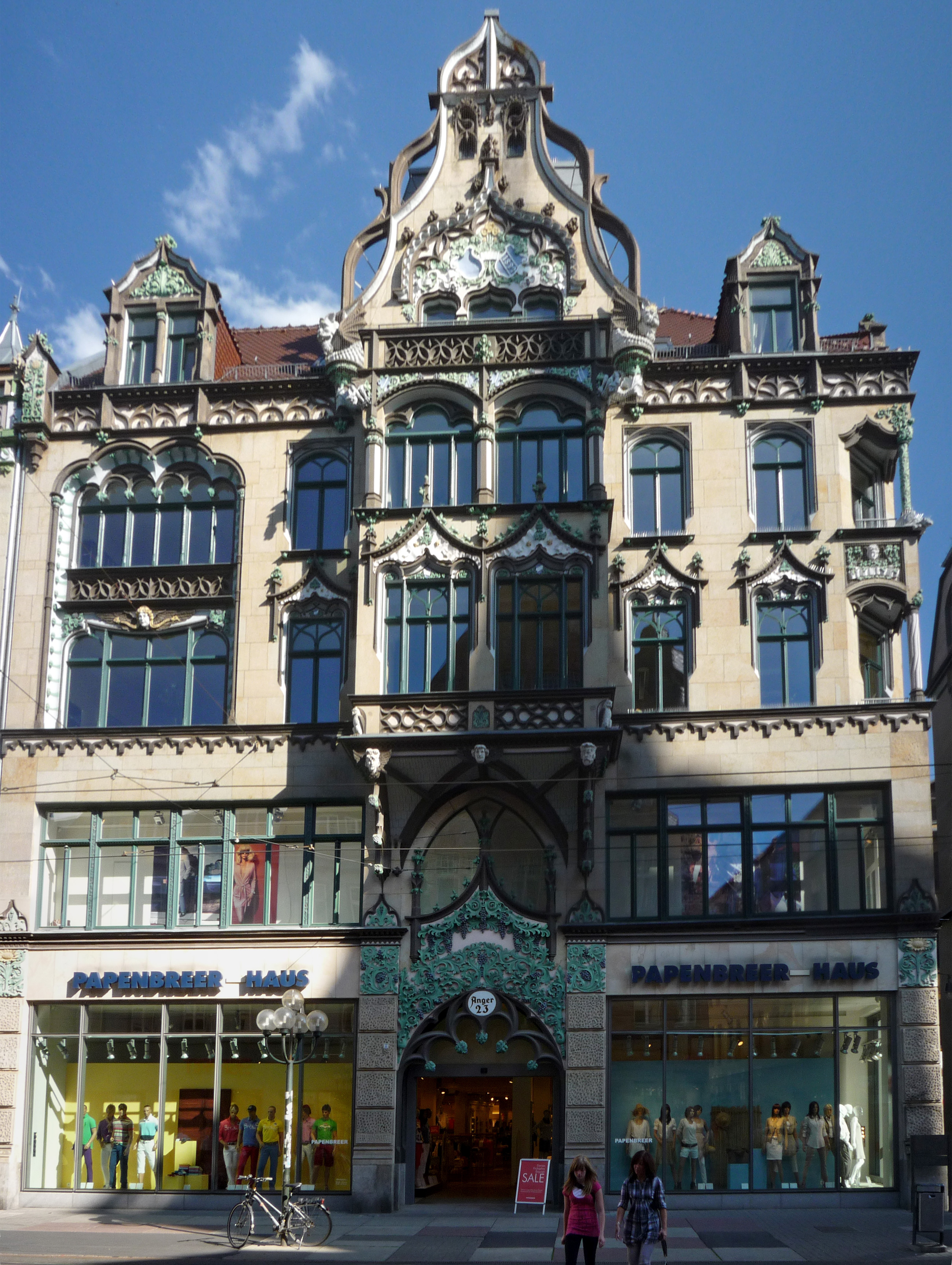
Anger 23
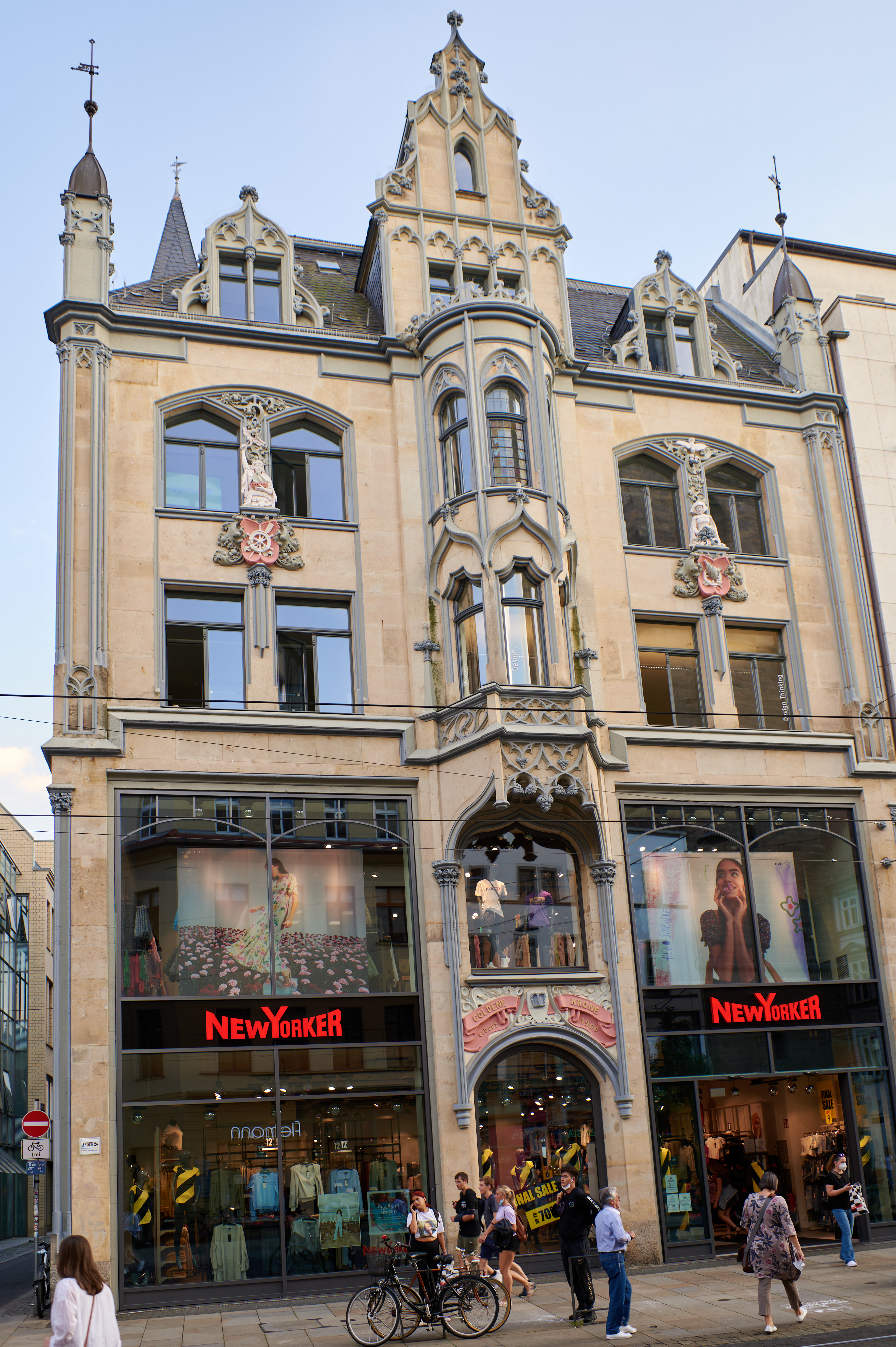
Anger 24
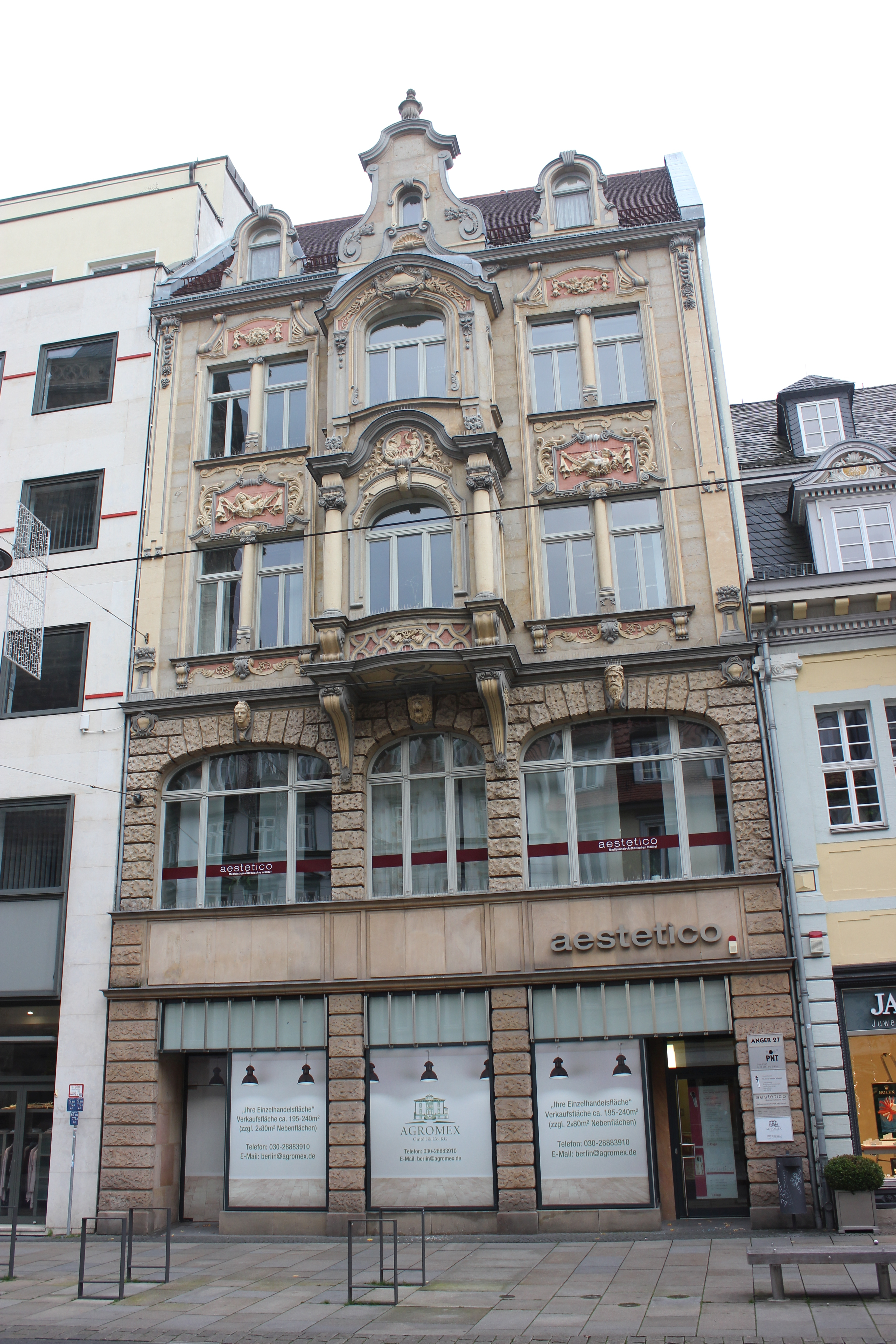
Anger 27
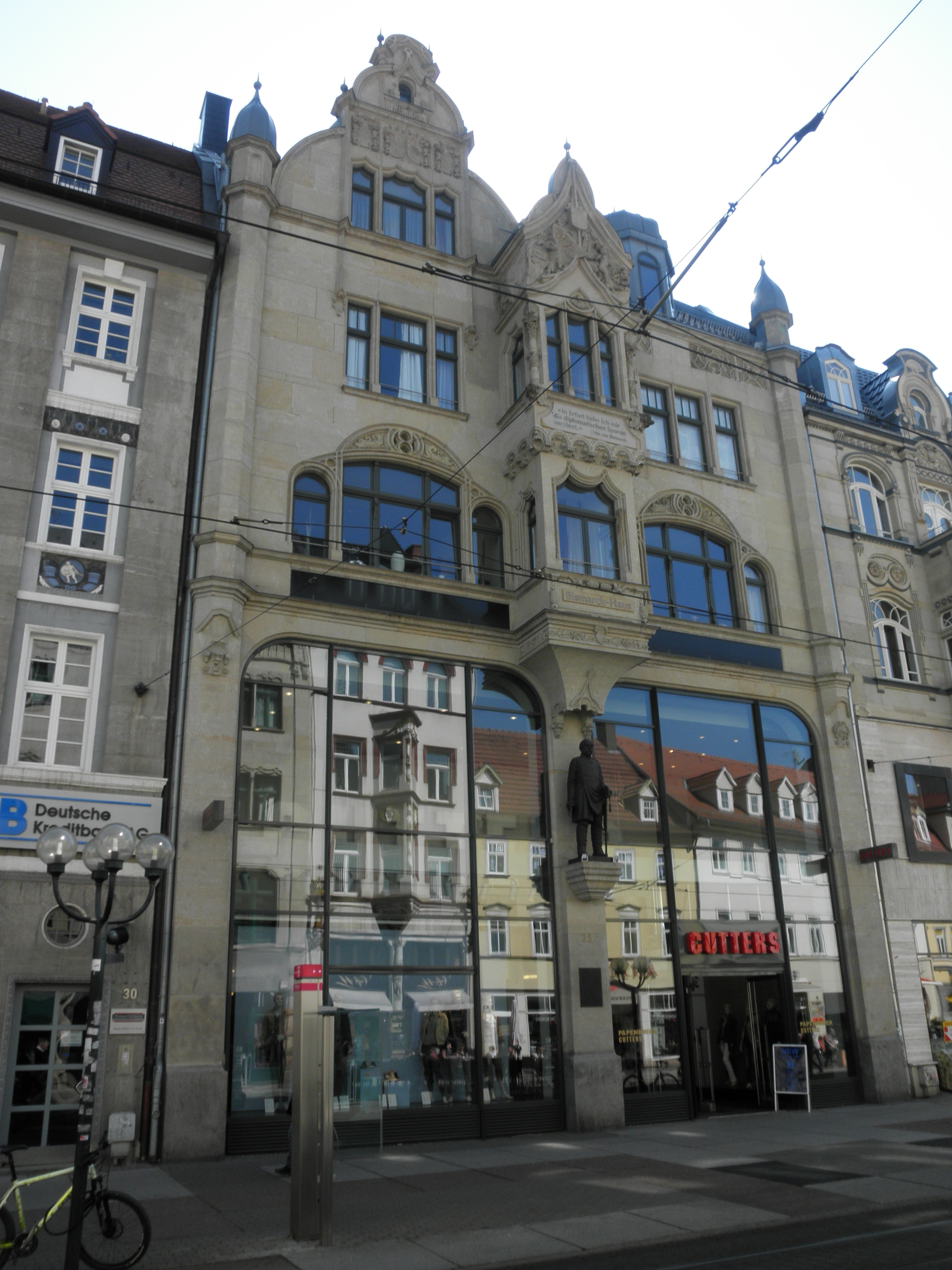
Anger 33 Bismarckhaus
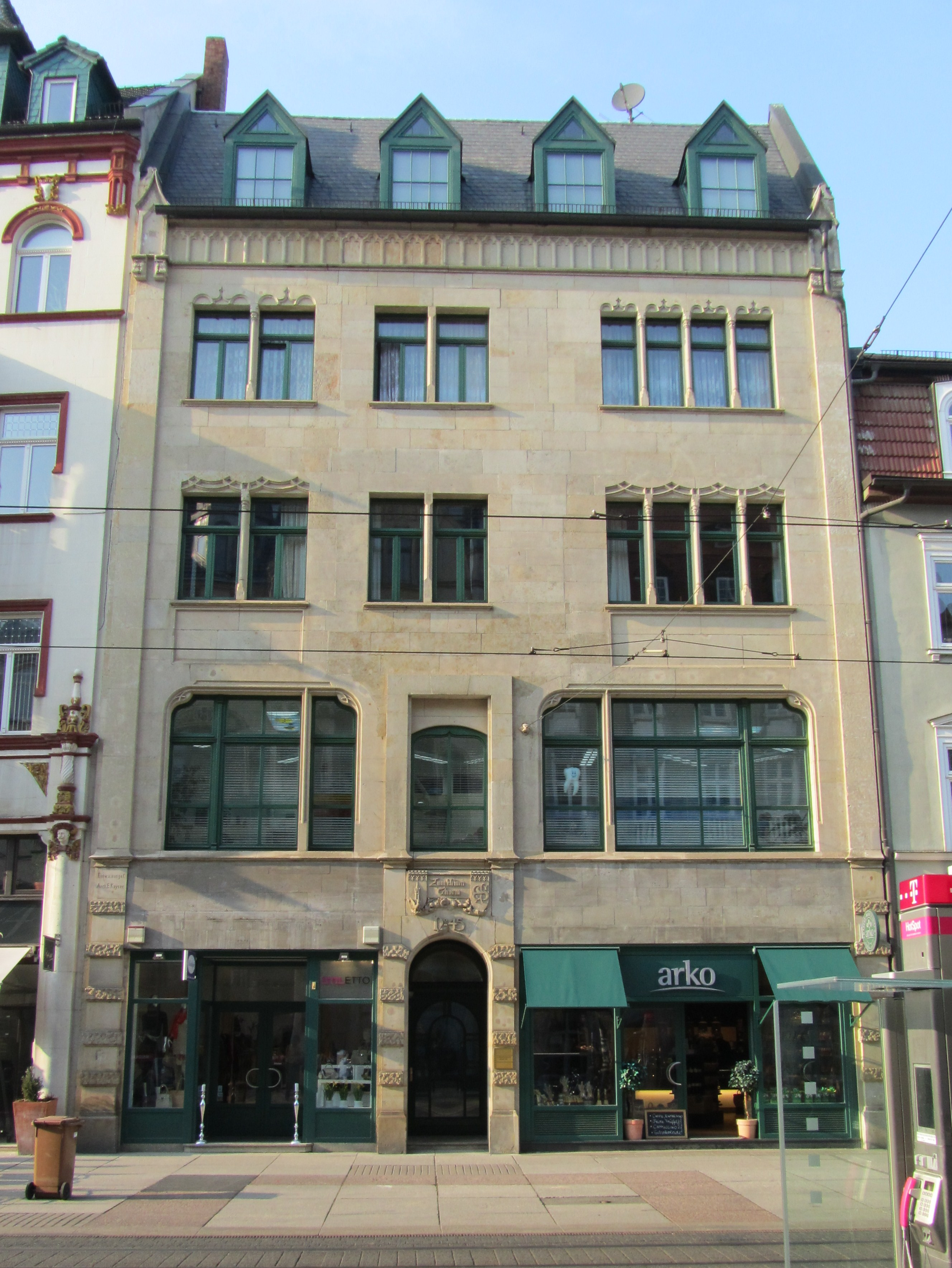
Anger 45 Haus zum kleinen Thurm
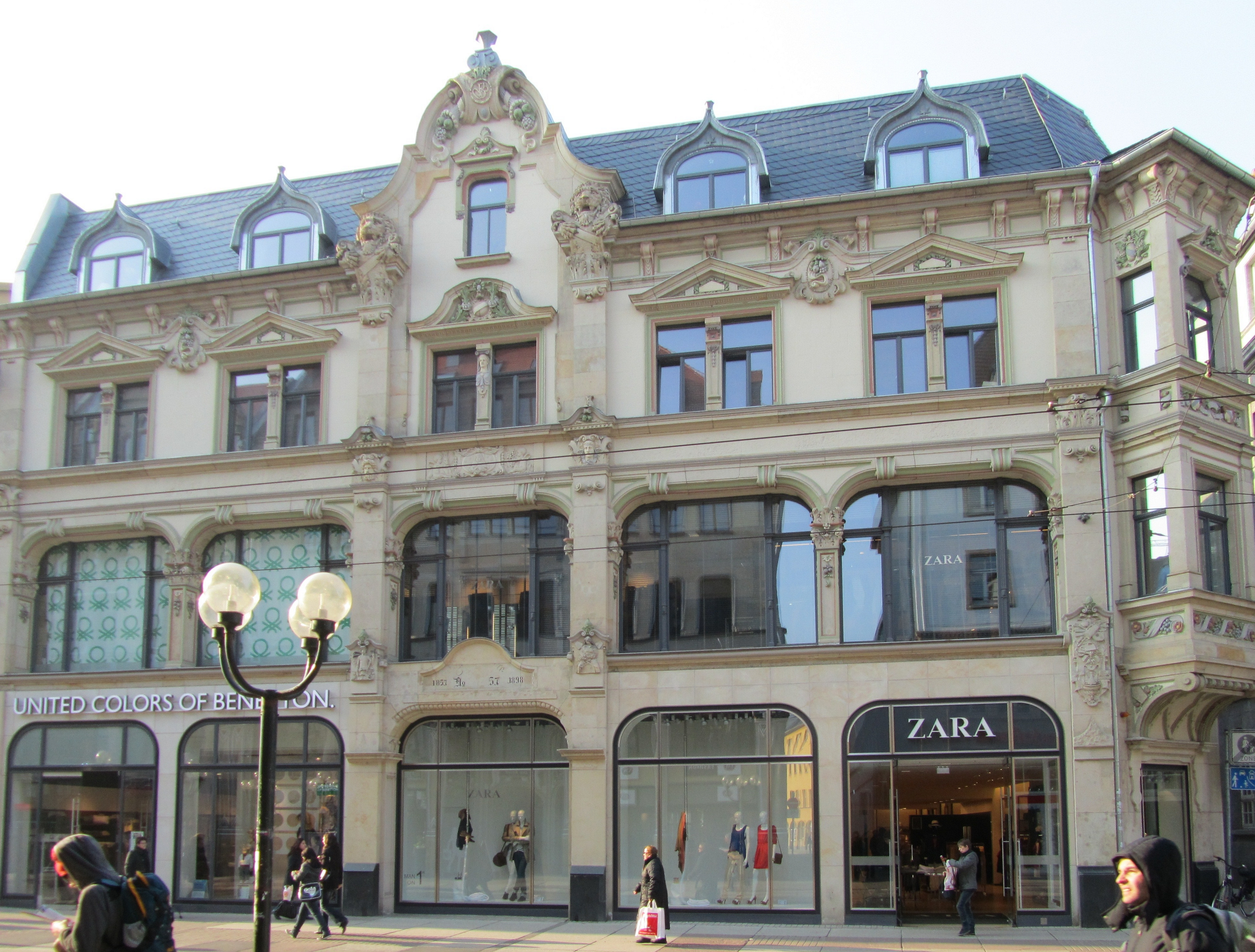
Anger 57
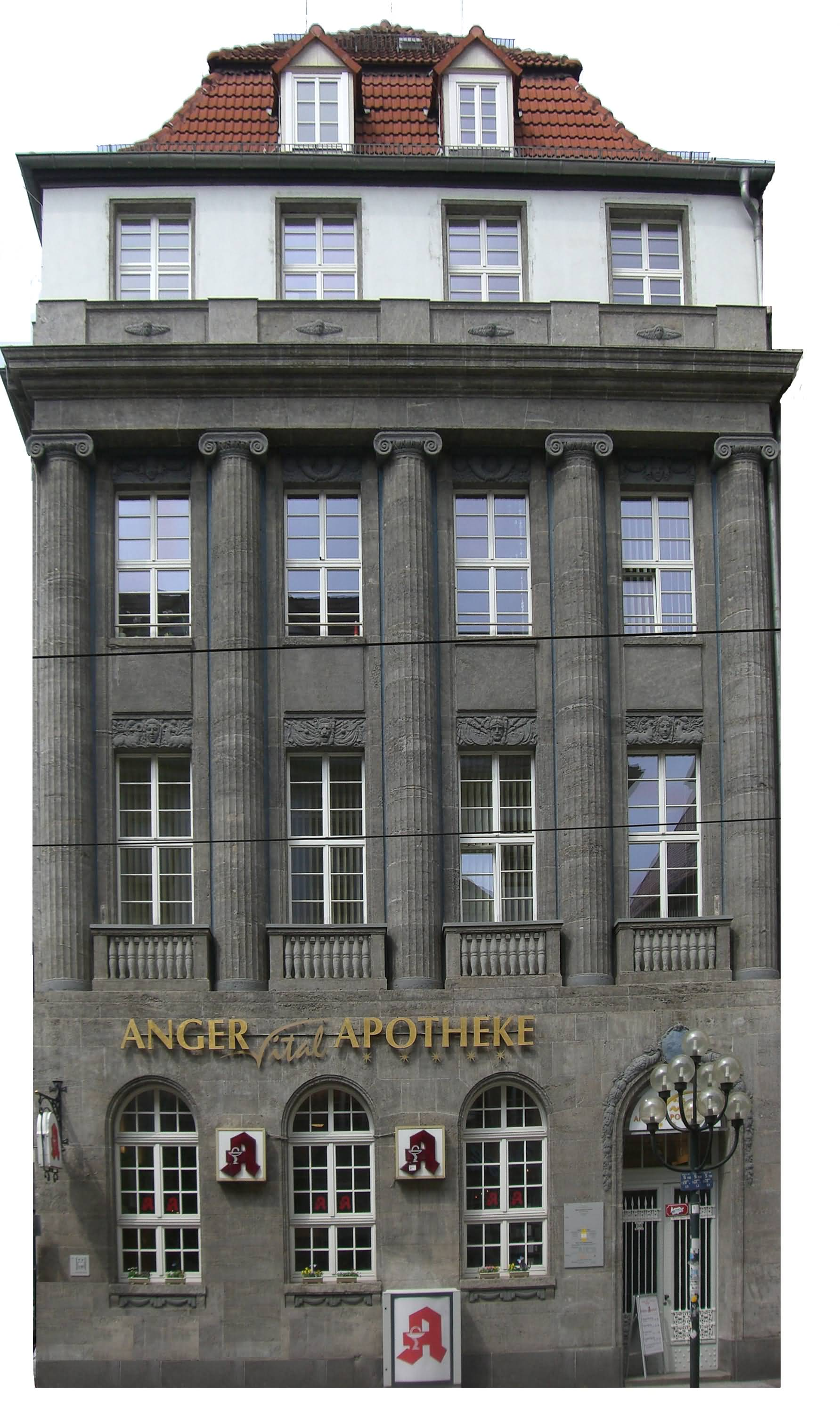
Anger 58 Ärztehaus

## Bauwerke

### Nordöstliches Ende des Angers

#### Anger 1

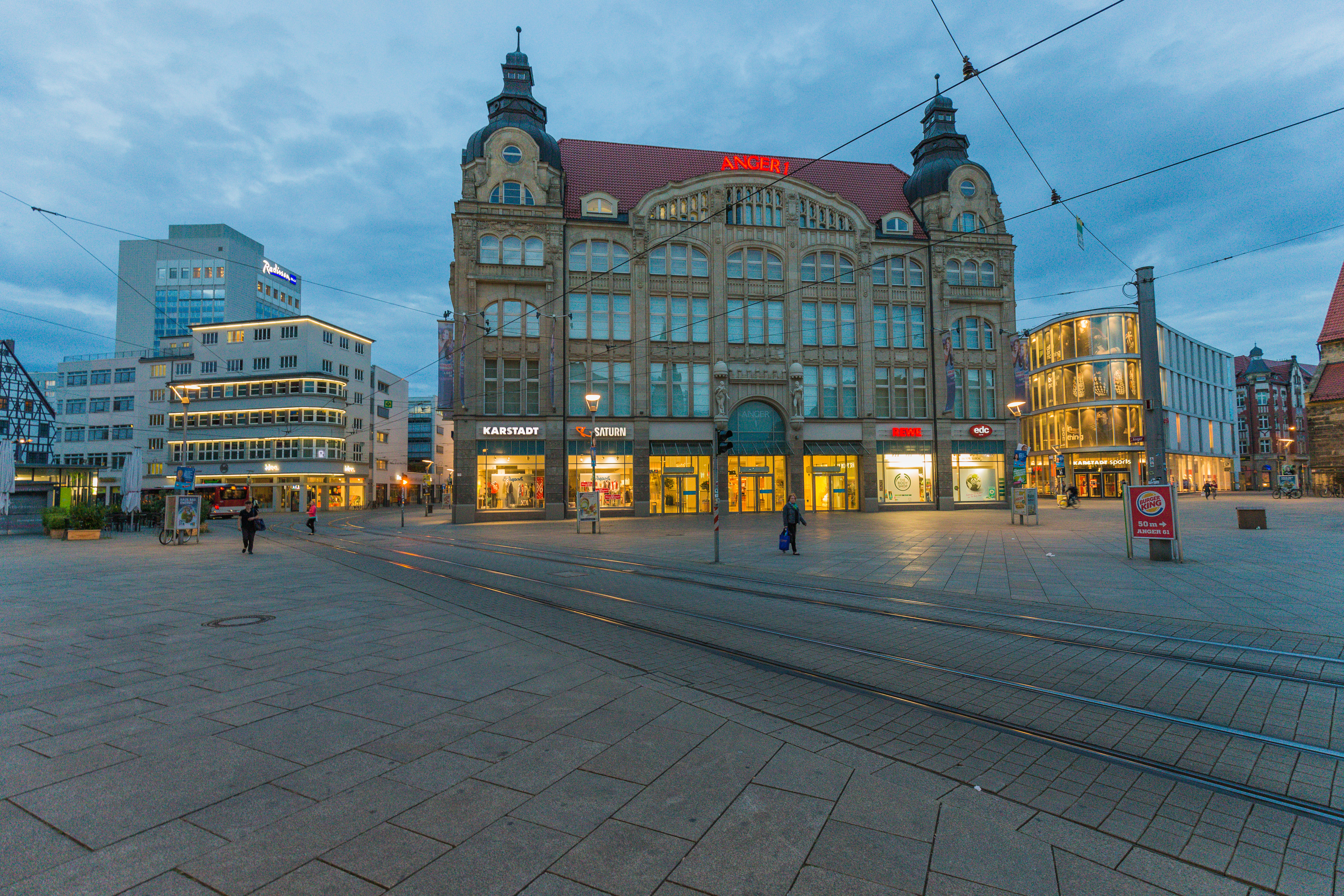
Links (vor Hotel-Hochhaus): Anger 81, Geschäftshaus von 1928; Mitte: Anger 1; rechts: Karstadt Sports

Die Einkaufsgalerie Anger 1 wurde zwischen 1906 und 1908 unter Leitung der Architekten Albert und Ernst Giese als Kaufhaus Römischer Kaiser (KRK) am östlichen Ende des Angers errichtet. Die Finanzierung des Kaufhausbaus lag zu einem großen Teil bei der jüdischen Kaufmannsfamilie Tietz, die bis zu ihrer Enteignung in den 1930er Jahren zahlreiche Warenhäuser besaß.
Zuvor befanden sich an der Stelle des Kaufhauses ein gleichnamiges Hotel und zwei weitere Gebäude, die jedoch am 12. Dezember 1905 einer Brandkatastrophe zum Opfer fielen. Das Kaufhaus Römischer Kaiser bildete zusammen mit dem Kaufhaus Reibstein am Junkersand und dem Kaufhaus Germania in der Löberstraße eine neue Form des Einzelhandels, die durch ein großes Warenangebot und hallenartige Verkaufsflächen charakterisiert war. Im Jahr 1927 erfolgte der Anbau zweier Seitenflügel, wodurch die Verkaufsfläche verdoppelt wurde. Durch den aufkommenden Antisemitismus Anfang der 1930er musste zunächst eine Zweigniederlassung in der Johannesstraße und die betriebseigene Fortbildungsschule geschlossen werden. Ende 1937 wurden die Eigentümer durch die Nationalsozialisten enteignet. Während des Zweiten Weltkriegs wurden fast alle Stockwerke sukzessiv geschlossen, im April 1945 wurde die vierte Etage des Kaufhauses durch Artilleriebeschuss zerstört.
Ab 1. Oktober 1948 gelangte das Kaufhaus Römischer Kaiser auf Befehl der Sowjetischen Militäradministration (SMAD) in Volkseigentum und erhielt wenig später den neuen Namen Konsum-Kaufhaus. Anfang der 1950er Jahre wurde das Kaufhaus in die zentrale Handelsorganisation (HO) eingegliedert und entwickelte sich unter der neuen Bezeichnung HO-Warenhaus zu einem der größten Einkaufszentren innerhalb der DDR. Ende der 1950er Jahre kam es zu umfangreichen Umbauarbeiten, bei denen unter anderem das Hauptportal und der alte Lichthof im Jugendstil entfernt wurden. Nach Vereinigung aller HO-Warenhäuser zur Vereinigung Volkseigener Warenhäuser im Jahr 1965 wurde das Kaufhaus in Centrum Warenhaus umbenannt.
Nach der Wende 1990 kam das Kaufhaus in den Besitz der Hertie Waren- und Kaufhaus GmbH, die 1999 mit der Karstadt Warenhaus AG verschmolzen wurde. Zwischen 1999 und 2000 ließ die Karstadt Warenhaus AG einen modernen Anbau mit Parkhaus errichten und komplexe Rekonstruktionsarbeiten durchführen. Seither bietet die Einkaufsgalerie Anger 1 auf einer Fläche von ca. 23.000 Quadratmetern etwa 50 Fachgeschäften und einer Karstadt-Filiale Platz und zählt damit zu den größten Einkaufszentren im Freistaat Thüringen.

#### Kaufmannskirche

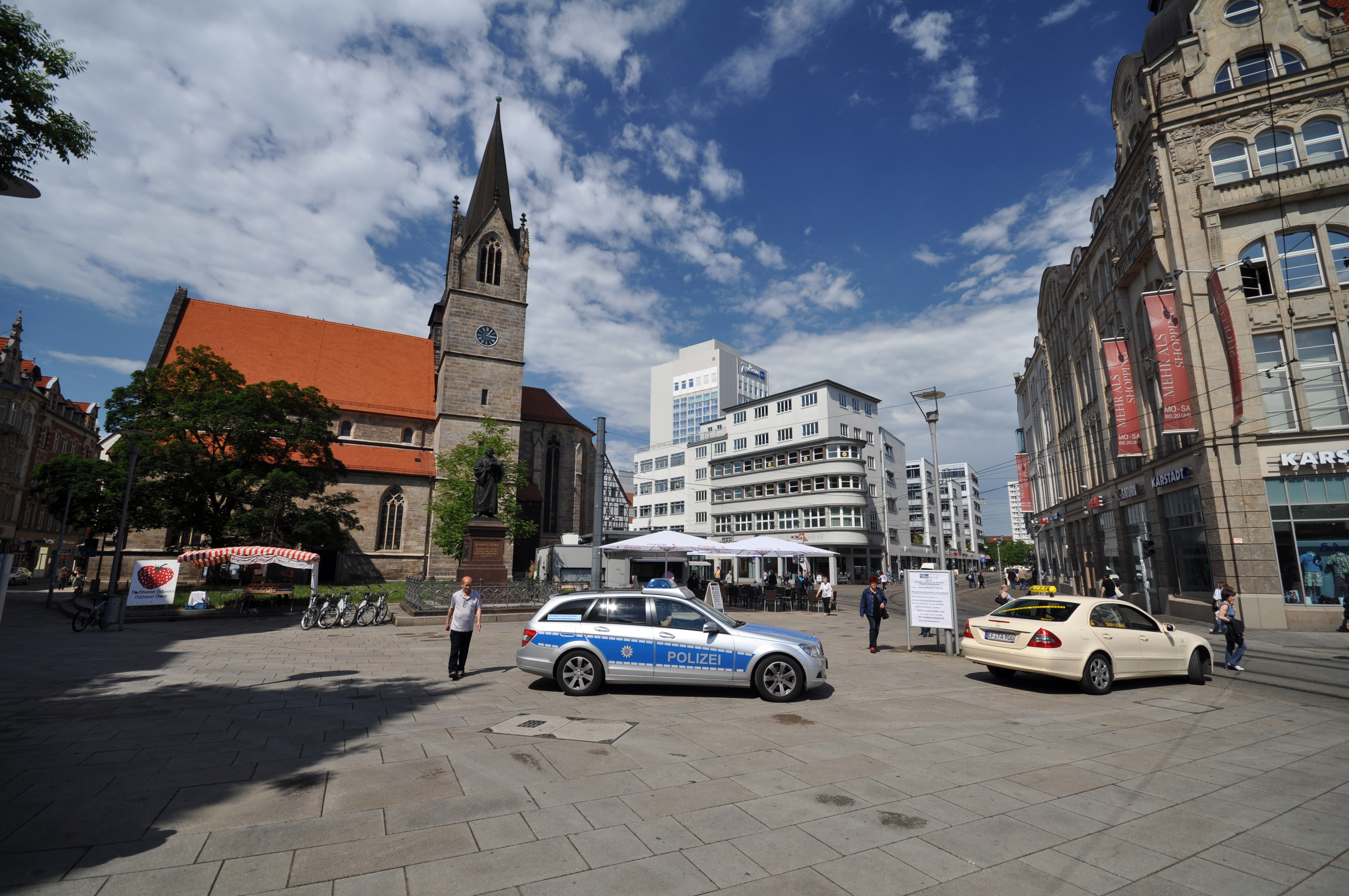
Kaufmannskirche gegenüber von Anger 1 (rechts)

Die Kaufmannskirche (mercatorum instra) ist eine im gotischen Stil erbaute Kirche am östlichen Rand des Angers. Sie wurde 1248 erstmals urkundlich als Pfarrkirche erwähnt und als Kirche der Kaufleute als gotische Basilika und mit Osttürmen von 1291 bis 1368 erbaut. Die Kirche geht auf eine Gründung friesischer Kaufleute im 11. Jahrhundert zurück, als vermutlich die erste Kirche entstand.
Im Jahre 1521 wurde die Kaufmannskirche reformiert und erhielt dabei von 1598 bis 1625 eine nachreformatorische Innenausstattung, bei der die Kanzel, der Taufstein und der Altar umgebaut wurden. Martin Luther hielt dort am 22. Oktober 1522 eine Predigt.
Die Kaufmannskirche erhielt zwei verschiedene Hauben, der Nordturm bekam 1684 eine barocke Haube und der Südturm 1864 neue Obergeschosse. 1686 wurde der heutige Orgelprospekt fertiggestellt. In der Zeit des Dreißigjährigen Krieges war die Kaufmannskirche von 1636 bis 1650 eine schwedische Garnisonskirche.
Am 20. Juli 1944 wurde die Kaufmannskirche bei einem Luftangriff der 3. US Air Division schwer beschädigt, der Wiederaufbau erfolgte in den Jahren 1946 bis 1952. Vor der Kaufmannskirche steht ein Lutherdenkmal von Fritz Schaper aus dem Jahr 1883.

#### Ursulinenkloster

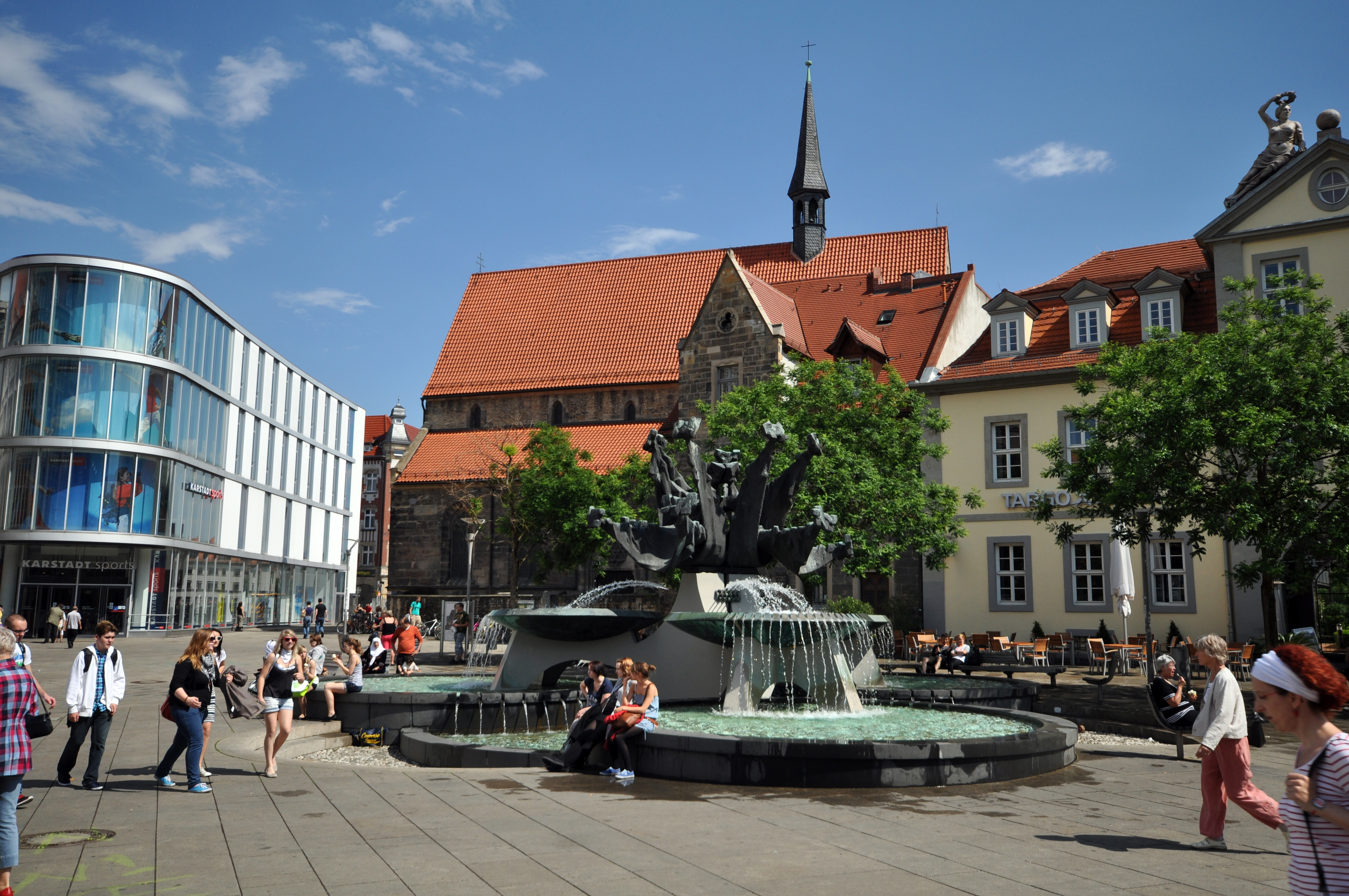
Ursulinenkloster am Anger

Das Ursulinenkloster (Albarum Dominarum) ist ein im gotischen Stil erbautes Kloster am Südostende des Angers. Es wurde 1235 erstmals urkundlich als Weißfrauenkloster erwähnt. Das Kloster stand im 12. Jahrhundert unter dem besonderen Schutz von Friedrich I. Historiker schließen daraus, dass es bereits längere Zeit vor der ersten Erwähnung existierte.
Genutzt wurde das Ursulinenkloster bis 1667 durch die Magdalenerinnen und ging danach in den Besitz der Ursulinen über, die das Kloster gegenwärtig noch nutzen. Bei einem Brand 1689 wurden die Klosterkirche St. Ursula sowie das Kloster selbst schwer beschädigt, aber anschließend wieder aufgebaut.
Die später heiliggesprochene Landgräfin von Thüringen Elisabeth schrieb in diesem Kloster einen Brief an den Papst Gregor IX., in dem sie ihn um Rat bat, ob ihr Weg der Armut richtig sei. Friedrich Schiller besuchte das Kloster am 2. August 1787, um sich mit einer Schwester und einer Tante Henriette von Arnims zu treffen. Außerdem ist das Ursulinenkloster das einzige Kloster Erfurts, das bei der Säkularisation 1821 nicht aufgehoben wurde und bis heute besteht. Es ist seit dem 19. Jahrhundert ein Zentrum pädagogischer Ausbildung und wird heute von 20 Nonnen bewohnt.
Im Kloster befinden sich einige Kunstschätze, wie zum Beispiel das übergroße holzgeschnitzte Vesperschild von 1340, das Maria mit dem Leichnam Christi zeigt, sowie der Magdalenenteppich aus dem 15. Jahrhundert.

### Hauptbereich des Angers

#### St. Lorenz

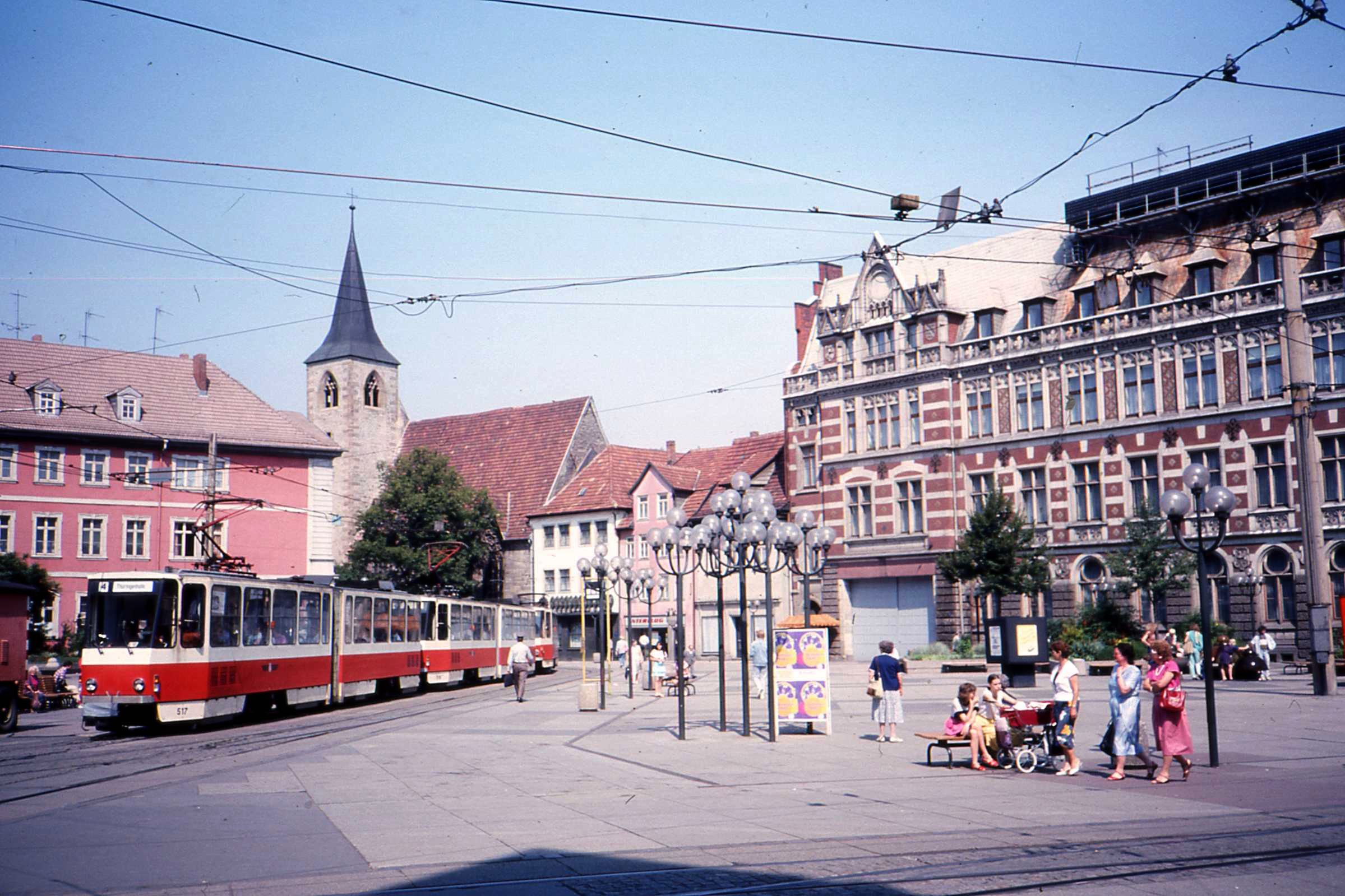
St. Lorenz beim Hauptpostamt im Jahre 1989

Die Kirche wurde in der Zeit vor 1140 als Klosterkirche errichtet und später dann auch als Pfarrkirche genutzt. Beim Stadtbrand im Jahre 1413 wurde die Kirche stark beschädigt und verlor ihre romanisches Gepräge. Der bis heute erhaltene 40 Meter hohe Turm ist ein Überrest aus der Zeit vor dem Brand.
In der ersten Hälfte des 15. Jahrhunderts erfolgte ein großer Umbau und der Anbau des nördlichen Seitenschiffes sowie der südlichen Langhausfassade. Die Kirche wurde in den Jahren 1607 und 1858 restauriert und bekam 1888 eine neue Apsis sowie 1925 eine neue Sakristei. 1996 wurde die Kirche erneut umfangreich renoviert. Heute ist sie Pfarrkirche der römisch-katholische Gemeinde St. Laurentius.
Der Hochaltar der Kirche stammt aus dem Jahr 1448. Ebenfalls sehenswert ist eine Sandsteinskulptur Jesus als Schmerzensmann von 1440.

#### Haus zum Schwarzen Löwen
Anger 11

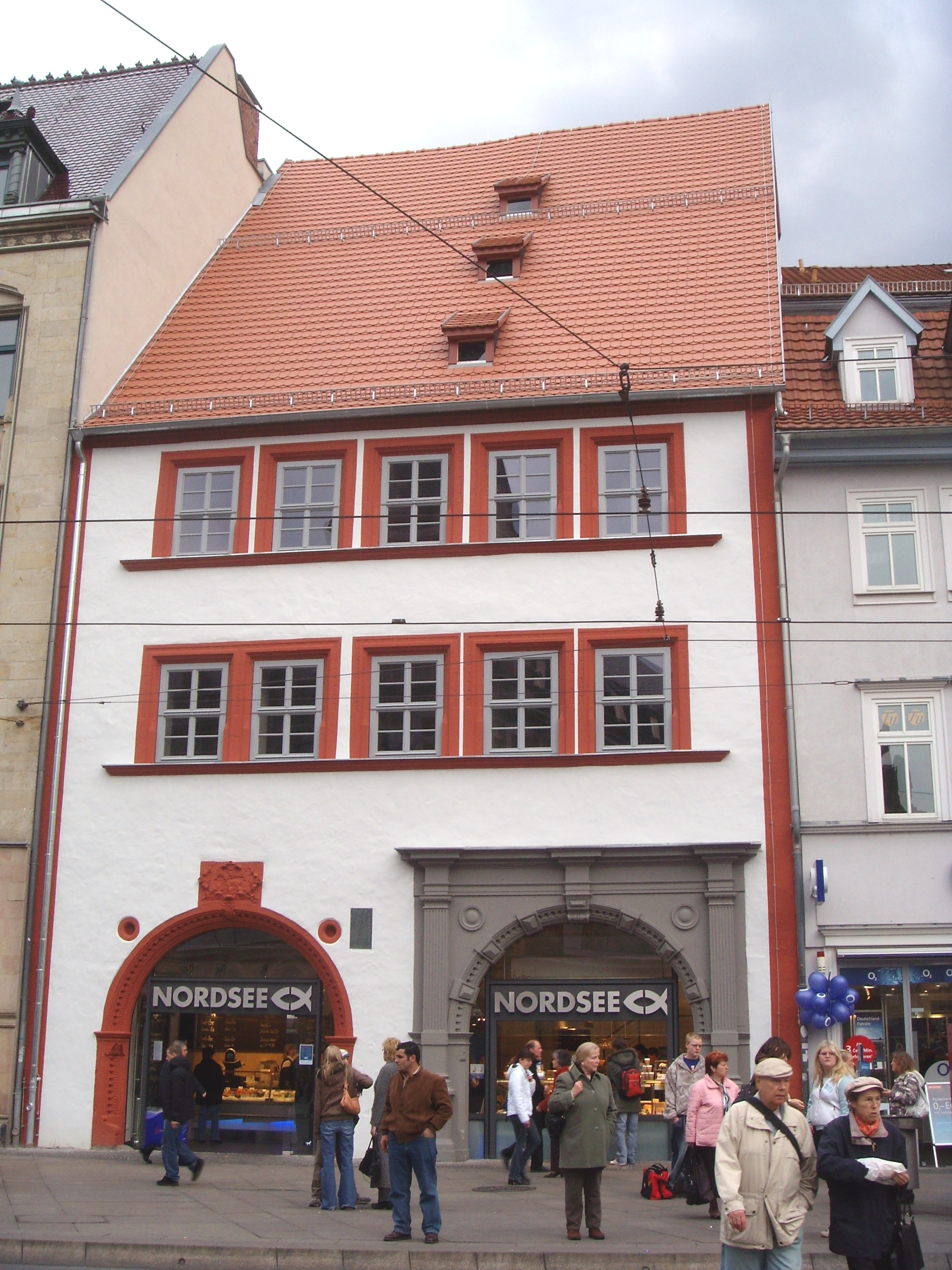
Haus zum schwarzen Löwen

Das Haus zum Schwarzen Löwen ist ein dreigeschossiger Renaissancebau, der 1577 errichtet wurde. Das Gebäude besitzt im Inneren Stuckarbeiten aus dem 17. Jahrhundert. Genutzt wurde es als Biereigen- und Waidhändlerhaus und gehörte ab 1605 der Familie Worms. Deren Mitglieder wurden im 16. Jahrhundert viermal zum Obervierherren der Stadt gewählt.
1632 wohnte Maria Eleonora von Brandenburg, Königin von Schweden im Haus zum Schwarzen Löwen, als sie die Nachricht vom Tod Gustavs II. Adolf in der Schlacht bei Lützen erhielt. Gegenüber dem Haus zum Schwarzen Löwen befand sich die frühere Schwanapotheke. Diese war die Wirkungsstätte von Johann Bartholomäus Trommsdorff, er gilt als Begründer der modernen Pharmazie.
Ab 1885 befand sich im Gebäude die Keyser’sche Buchhandlung, deren Nachfolger bis 1992 existierte. Anschließend zogen ein Kiosk sowie ein Blumenladen ein. Seit dem 26. Januar 2007 ist eine Filiale der Restaurantkette Nordsee im Erdgeschoss untergebracht.

#### Angermuseum
Anger 18

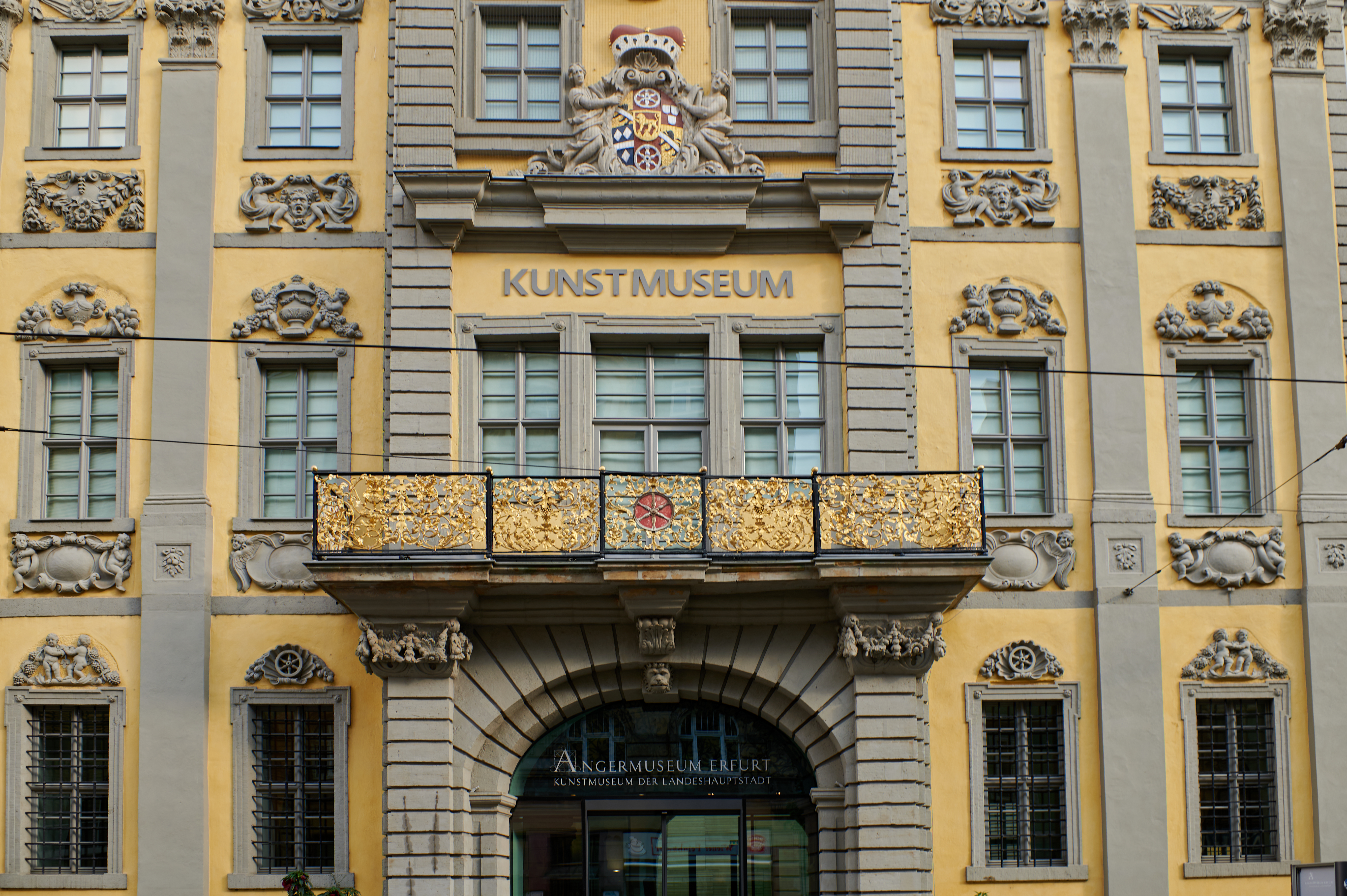
Angermuseum

Das heutige Angermuseum wurde als kurmainzischer Pack- und Waagehof durch Wiener Bauleute erbaut. Der fränkisch beeinflusste Barockbau wurde von 1706 bis 1712 auf Veranlassung des Mainzer Statthalters Graf Philipp Wilhelm von Boineburg errichtet, um sicherzustellen, dass alle ein- und ausgeführten Waren in Erfurt verzollt wurden. Des Weiteren wurde das Gebäude als Bibliothek und Zeughaus für die Landwehr genutzt. Das Bauwerk ist durch Pilaster gegliedert und trägt reichen plastischen Schmuck. Im Giebeldreieck befindet sich das Standbild des Schutzpatrons der Stadt, St. Martin, sowie die vier Plastiken Justitia, Charitas, Prudentia und Vigilantia (Gerechtigkeit, Mildtätigkeit, Tugendhaftigkeit, Wachsamkeit) von Gottfried Gröninger. Im Erdgeschoss befindet sich noch die vorgesehene Halle für die Wagenabfertigung.
Seit 1886 wird der kurmainzische Pack- und Waagehof als Museum für mittelalterliche Kunst genutzt. Er wird von der Vereinigung der Erfurter Museumsfreunde e. V. und dem Verein für Kunst und Kunstgewerbe mitgetragen. Das Museum baute seine Gemäldesammlung auf dem ihm übertragenen Nachlass von Friedrich Nerly dem Älteren auf. 1912 übernahm der spätere Reichskunstwart Edwin Redslob das Museum, ihm folgte Walter Kaesbach.

#### Sparkasse am Anger
Anger 25
Das Sparkassengebäude wurde 1930 im Stil der Neuen Sachlichkeit nach Entwürfen von Ludwig Boegl und Johannes Klass errichtet und mit Figurengruppen von Hans Walther versehen. Hinter der denkmalgeschützten Fassade wurde es 1994 bis 1996 völlig umgestaltet.

#### Bismarckhaus
Anger 33
Im Anfang des 20. Jahrhunderts errichteten Bismarckhaus (Bild: siehe Beschreibung) wurde bei der Restaurierung im Jahre 2004 wieder eine überlebensgroße Bronze-Statue Otto von Bismarcks von Christian Paschold angebracht. Diese wurde aus Spenden finanziert (Gedenktafel) und auf Initiative des Bismarckturmvereins Erfurt e. V. angefertigt. Die Einweihung fand in Anwesenheit von Fürst Ferdinand von Bismarck statt. Die erste Statue von 1904 war 1945 beseitigt worden. In dem im Jahre 1900 abgetragenen Vorgängerbau „Haus zum Tannenberge und zum Grünen Löwen“ hatte Bismarck im März und April 1850 als Abgeordneter des Erfurter Unionsparlaments gewohnt. An der Fassade des Hauses erinnert folgender Spruch an Bismarck: „In Erfurt habe ich mir meine diplomatischen Sporen verdient.“ (Otto von Bismarck).

#### Angereck
Anger 62–63
Als Angereck wird das Gebäudeensemble an der Ecke des Angers mit dem östlichen Ende der Schlösserstraße bezeichnet. Seit der Zerstörung der früheren Bebauung durch einen Bombenangriff während des Zweiten Weltkriegs am 20. Juli 1944 und dem Abriss mehrerer Häuser in der anstoßenden Schlösserstraße zur DDR-Zeit war die Fläche über 30 Jahre unbebaut. Ein erstes Angereck wurde in den Jahren von 1977 bis 1979 nach den Entwürfen des Stadtarchitekten Walter Nitsch errichtet. Der sechsgeschossige Stahlskelettbau mit Fertigteildecken und Vorhangfassade wurde vom Reisebüro der DDR in Auftrag gegeben und durch dieses genutzt. Zudem befand sich im Erdgeschoss ein Café mit 145 Plätzen und im ersten Obergeschoss eine Mokkabar mit vorgelagerter Terrasse.
Ende der 1990er Jahre wurde das DDR-Angereck abgerissen und im Jahr 2000 durch den jetzigen Neubau mit moderner Glasfassade ersetzt, der zu seiner Entstehungszeit umstritten war. Das Angereck beherbergt die Buchhandlung Hugendubel, eine Filiale der Bekleidungskette H&M, eine Bäckerei, ein Schuhgeschäft, eine Versicherung und das Marktforschungsinstitut IMK. Im Dachbereich befinden sich Wohnungen.

#### Hauptpostamt
Anger 66–73

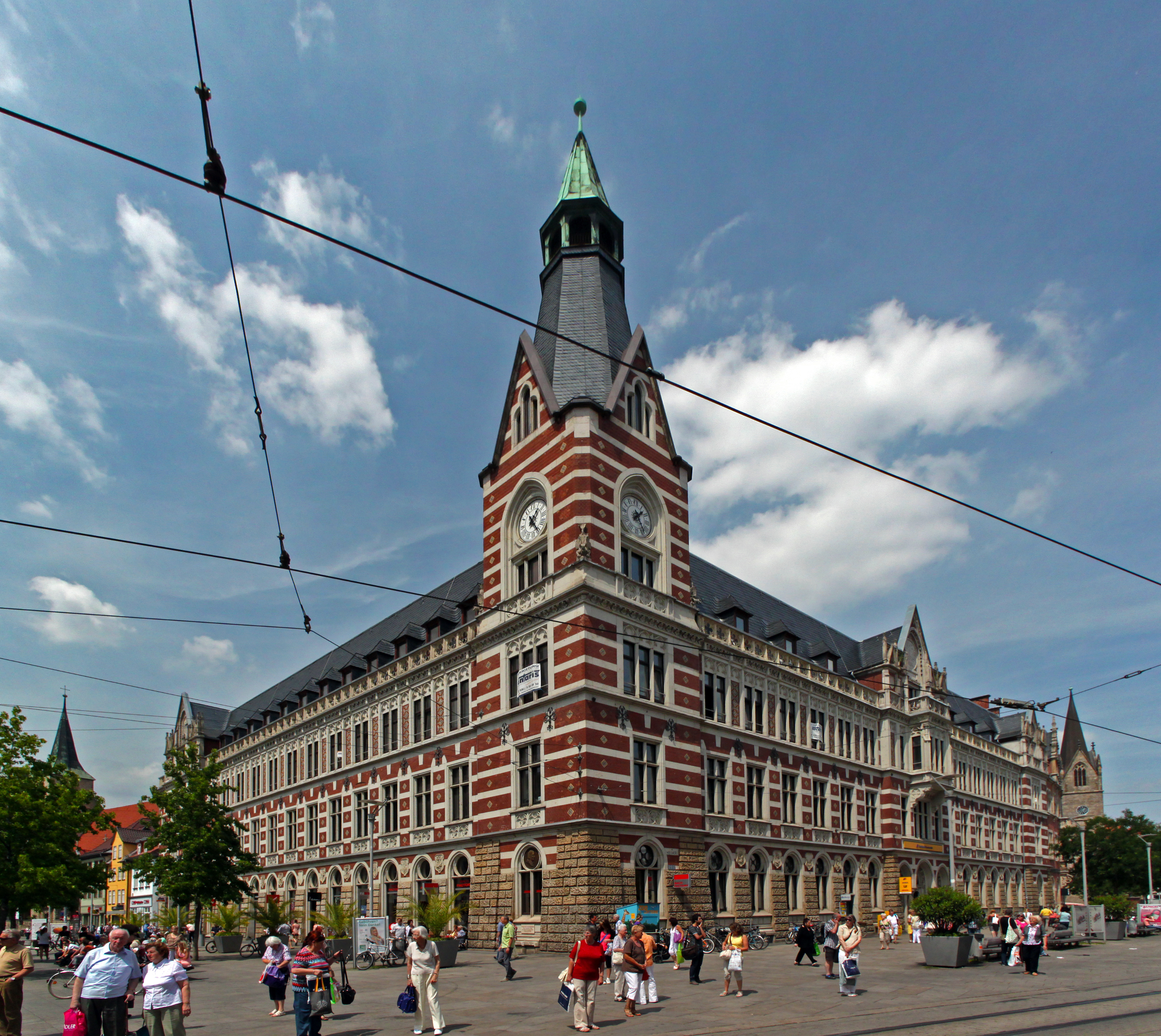
Hauptpostamt

Das Hauptpostamt ist ein von 1882 bis 1885 als Kaiserliches Hauptpostamt erbautes Gebäude nach dem Entwurf des Reichspostamtes in Berlin unter August Kind (Grundriss) und Julius Carl Raschdorff (Ausarbeitung) mit gotisierter Fassade aus Sandstein, Klinkern und Terrakotta. Geplant wurde es von Architekt Klamodt. Zuvor standen dort Häuser aus dem Mittelalter, darunter befanden sich auch zwei Patrizierhäuser. Das Hauptpostamt ist ein Eckbau, an seiner Ecke befindet sich der Hauptpostturm. Bis zum Zweiten Weltkrieg mündete an ihm die Schlösserstraße in den Anger. Der Helm des Hauptpostturms wurde im April 1945 durch Artilleriebeschuss zerstört und danach bis 1949 in vereinfachter Form wiedererrichtet. An seinem Platz war 1612 das größte Renaissancehaus der Stadt errichtet worden, das dem Waidhändler Hiob von Stotternheim gehörte und 30 Jahre später bei einem Brand völlig zerstört wurde.
Die Erfurter Oberpostdirektion wurde am 1. Januar 1850 im Zuge der Neuordnung des preußischen Postwesens im ehemaligen Gebäude Anger 68 eröffnet. Größere Veränderungen bei der preußischen Post im Allgemeinen und bei der Oberpostdirektion Erfurt im Besonderen brachte das Jahr 1867. Am 28. Januar 1867 ging vertragsmäßig das bis zu diesem Zeitpunkt noch vorhandene Thurn- und Taxis’sche Postwesen an den preußischen Staat über. Für die Oberpostdirektion Erfurt bedeutete dies ein Gebietszuwachs von 62 auf 241 Quadratmeilen mit 1,3 Millionen Einwohnern. Um diesen Zuwachs zu kompensieren, wurde ein neues OPD-Gebäude errichtet und 1929 übergeben. Mit dem Reichspostfinanzgesetz vom 18. März 1924 wurde die Post als selbstständige Verwaltung Deutsche Reichspost umgestaltet. Etwa vier Jahre nach dem Zweiten Weltkrieg wurde in der sowjetischen Besatzungszone die Deutsche Post der DDR geschaffen, diese nutzte das Hauptpostamt als Postzentrale der Stadt Erfurt. Mit der Wiedervereinigung Deutschlands 1990 wurde die Deutsche Post der DDR in die Deutsche Bundespost integriert. Diese nutzt das Gebäude heute noch als zentrale Annahmestelle für Briefe und Pakete.
Das Postamt wurde 1982 auf einer Sonderbriefmarke der DDR der Serie „Bauten der Deutschen Post“ gewürdigt.
Im Frühjahr 2006 wurde mit einer umfangreichen Modernisierung und Neugestaltung begonnen. Nach Abschluss sämtlicher Arbeiten im Juni 2007 bietet das historische Hauptpost-Areal heute auf rund 13.900 m² Einzelhandels- und Büroflächen, davon 4.508 m² Einzelhandelsflächen im Erdgeschoss.

### Südwestliches Ende des Angers

#### Angerbrunnen

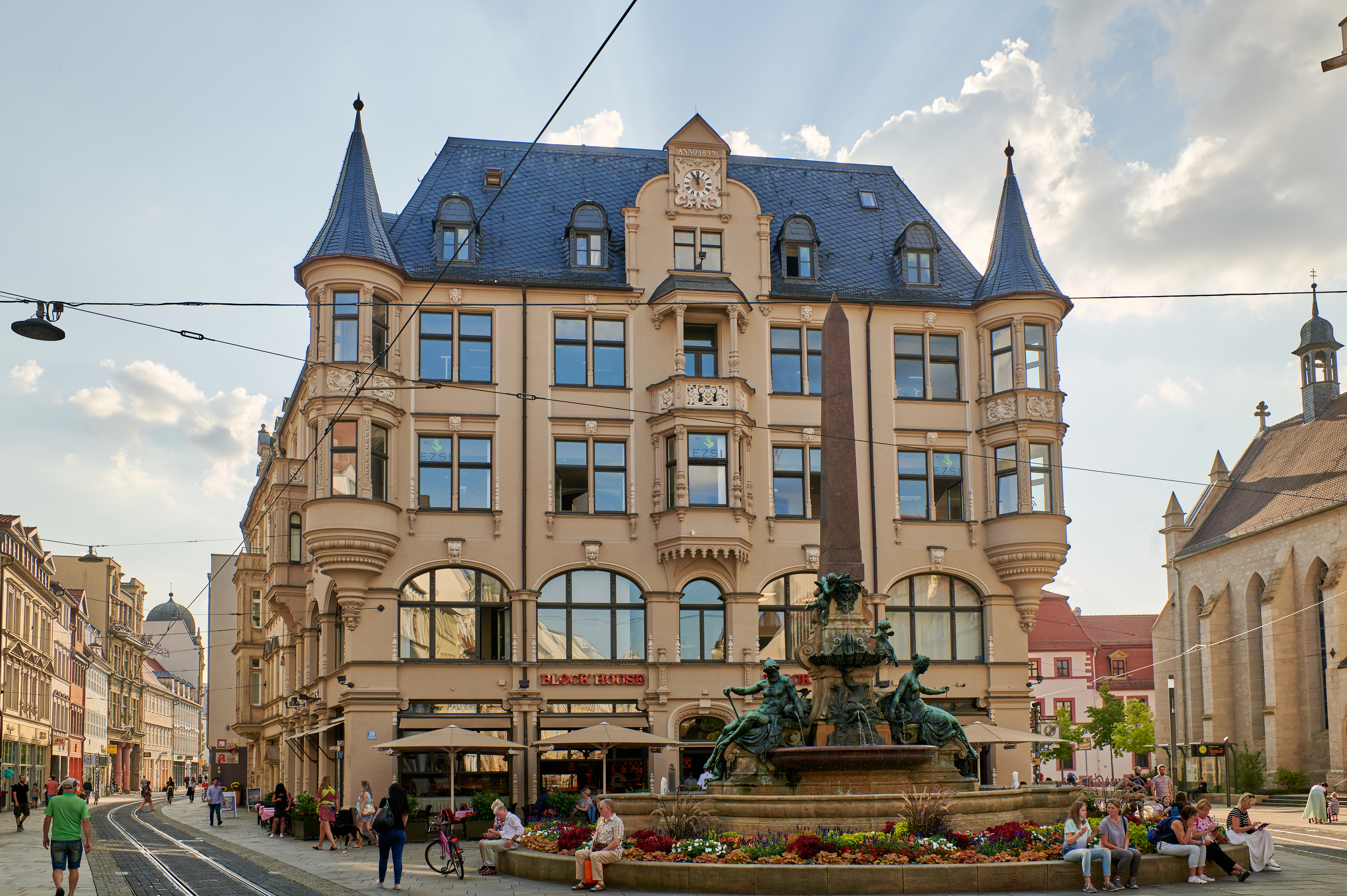
Angerbrunnen mit dem Geschäftshaus Anger 39/40

Den westlichen Abschluss des Angers bildet eine Straßengabelung. In ihr steht ein repräsentatives Geschäftshaus aus der Gründerzeit und davor der Angerbrunnen (bauzeitlich Monumentalbrunnen genannt) von Heinrich Stöckhardt (Architekt) und Heinz Hoffmeister (Bildhauer). Der Brunnen wurde im Wesentlichen von der Familie Lucius des gegenüberliegenden Lucius-Hauses gestiftet (siehe: Haus Dacheröden).

#### Wigbertikirche

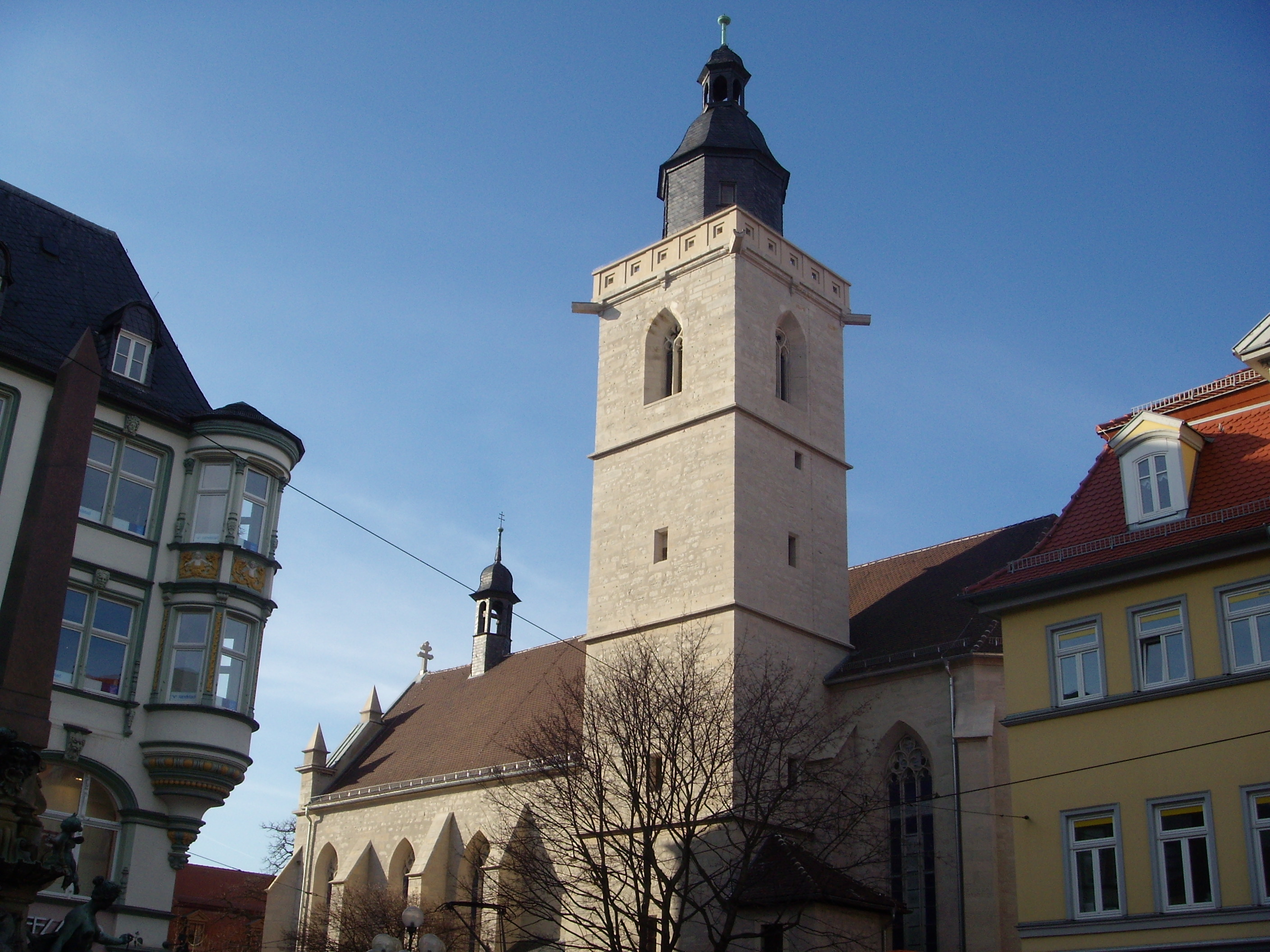
Wigbertikirche, links Obelisk des Angerbrunnens

Nördlich der Straßengabelung befindet sich die Wigbertikirche. Das Areal auf dem sie liegt, wurde erstmals 954 als Handelshof erwähnt und war ursprünglich Hersfelder Klosterbesitz. Bereits 1210 befand sich dort eine Kapelle.
Im Jahr 1259 wurde die Wigbertikirche als Pfarrkirche erbaut und war schon früh mit einem Kloster verbunden. Die Augustiner waren 1559 ihres Klosters in Erfurt beraubt worden und kehrten 1651 nach Erfurt zurück. Sie bekamen St. Wigbert zugewiesen, das sie sich bis 1665 neu aufbauten und bis zur Aufhebung 1824 nutzten.
Der heutige Turm der Kirche stammt aus dem Jahr 1409, die bis heute erhaltene Kirche von 1434. Der zur Kirche gehörende Chor wurde von 1473 bis 1475 erbaut. Die Turmspitze war bis 1878 einer der bewohnten Feuerwachtürme und wurde bereits 1563 zu diesem Zweck umgebaut. Die Wigbertikirche besitzt eine einschiffige spätgotische Halle mit Sterngewölbe und Rokokogestühl sowie eine Sakristei von 1670 mit Stuckatur.

#### Haus Dacheröden
Anger 37–38

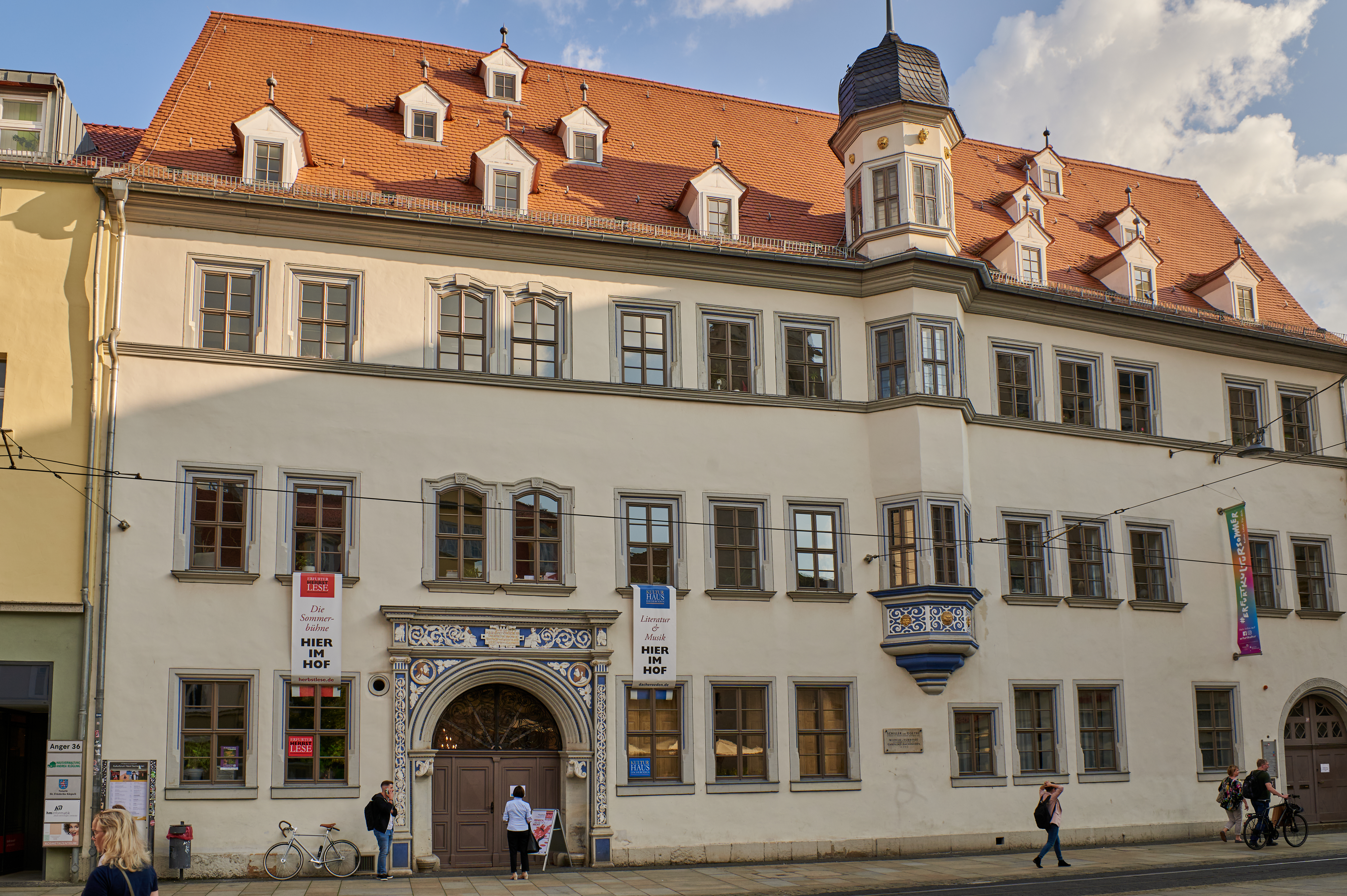
Haus Dacheröden
(bis 1945 Lucius-Haus)

Südlich der Straßengabelung liegt das heute Haus Dacheröden genannte Gebäude, das bis 1945 Lucius-Haus hieß. Früher gab es eine entsprechende Aufschrift an der Giebelfront zur Neuwerkstraße. Das Gebäude ist ein Doppelhaus. 1814 erbte Sebastian Lucius das Spoenlasche Haus „Zum güldenen Hecht“ (Anger Nr. 38), das er 1832 mit dem angrenzenden, von ihm erworbenen von Dacherödenschen „Haus zum Großen und Neuen Schiff“ (Anger Nr. 37) verband. Es wurde – samt umfangreichen Hofgebäuden – Unternehmenssitz (Textil-Produktion und Handel) und Wohngebäude. Das Haus ist ein 1557 erbauter, bis heute erhaltener Renaissancebau mit polygonalem Erker und Rundbogenportal. Der Portalbogen trägt die Profilköpfe von Christus und Paulus und wurde von Blasius Hennigk entworfen. Über dem rechten Portal befindet sich noch der Schriftzug: „Joh. Anton Lucius gegr. 1763“.
Das Haus Zum großen und neuen Schiff war im 18. Jahrhundert der Wohnsitz der Familie von Dacheröden. Karl Friedrich von Dacheröden, Präsident der Erfurter Akademie gemeinnütziger Wissenschaften, machte sein Haus zu einem Mittelpunkt des geistigen und kulturellen Lebens in Erfurt. Dort verkehrten Karl Theodor von Dalberg, Johann Wolfgang von Goethe und Friedrich Schiller. Im Jahre 1789 vermählte sich Wilhelm von Humboldt mit Caroline von Dacheröden im Haus Dacheröden. 1789 fand dort die Verlobung Schillers mit Charlotte von Lengefeld statt. Eine bei der Renovierung 1928 angebrachte Gedenktafel an der Fassade erinnerte an die Besuche von Wilhelm von Humboldt, Alexander von Humboldt, Schiller, Goethe, Bismarck und Moltke.
Ab 1814/1832 gehörte das Haus der später geadelten Familie Lucius, die sich um Erfurt sehr verdient gemacht hat. Diese betrieb zunächst einen Strickgarngroßhandel (Firma Johann Anton Lucius) und brachte bedeutende Persönlichkeiten in Wirtschaft und Politik hervor. Die heutige Lucius-Hebel-Stiftung, ein Altersheim sowie eine Niederlassung der Franziskanerinnen in Erfurt wurde durch die Familie Lucius gegründet.
Nach dem Krieg wurde das Lucius-Haus unter Druck an den Vordruck-Leitverlag der DDR verkauft. Am 24. August 2006 brannte der frisch sanierte Dachstuhl vollkommen aus. Nach der erneuten Sanierung wird das Haus wie zuvor wieder als Kulturforum genutzt.

## Verkehr

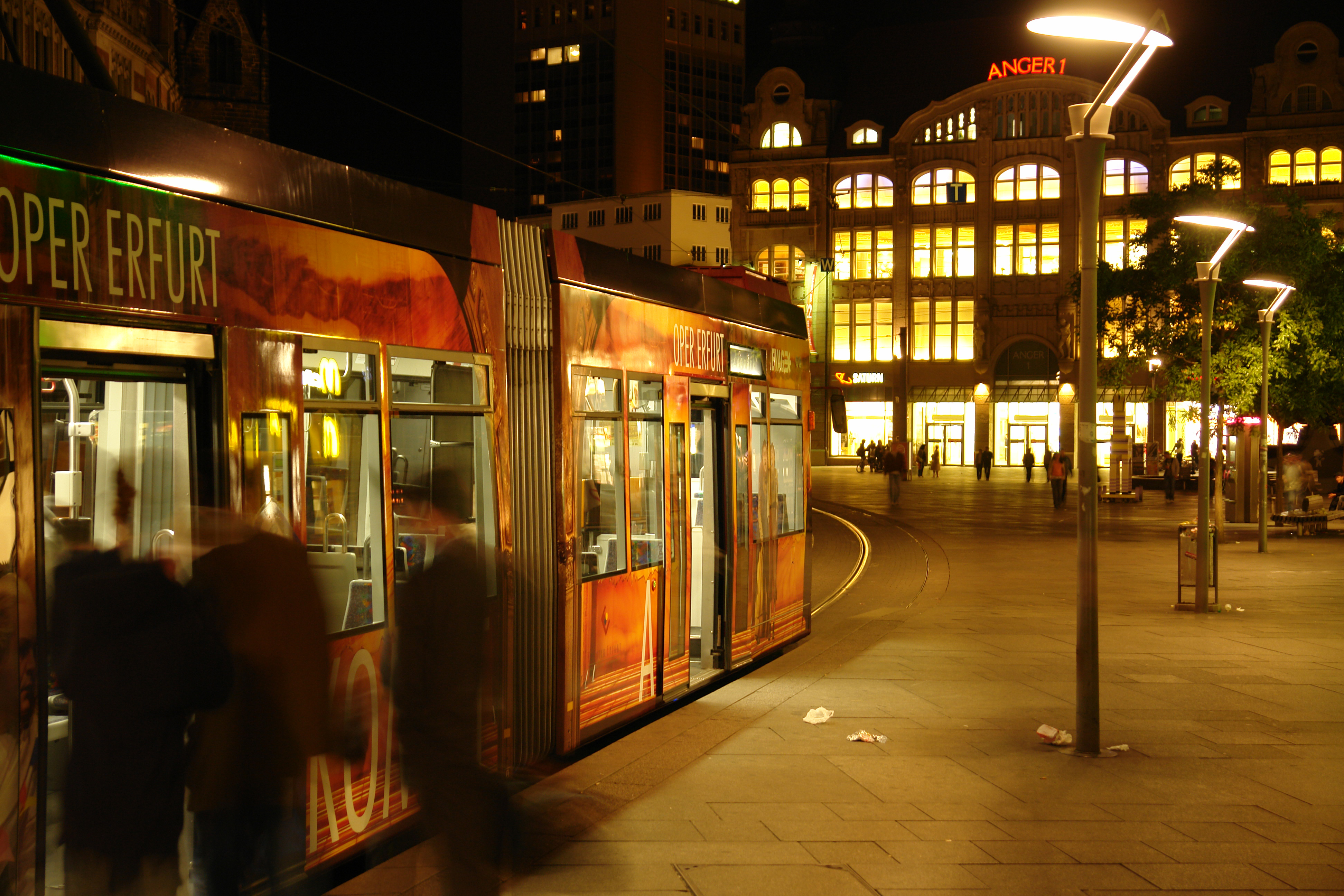
Linie 5 Richtung Zoopark bei Nacht

Der Anger besitzt eine große Bedeutung für den ÖPNV Erfurts, da sich dort alle sechs Stadtbahnlinien treffen. Zwischen 1948 und 1975 war er zudem Ausgangspunkt aller Obus-Linien und bis zur Umgestaltung in eine Fußgängerzone ab 1974 auch Straßenkreuzung für den Autoverkehr. Im Zeitraum von 1961 bis zu dieser Umgestaltung regelte die Verkehrspolizei den Verkehrsfluss vom Angerturm aus.

## Kultur
Aus dem Café Anger-Maier sendete der MDR seit 1994 regelmäßig die Talkshow Unter uns. In dieser Sendung wurden Bürger der Bundesländer Sachsen, Sachsen-Anhalt und Thüringen vorgestellt und Geschichten aus deren Leben erzählt. Moderiert wurde die Sendung seit 1994 von Ulrike Nitzschke, ab dem 16. Januar 2004 erhielt sie Verstärkung durch Axel Bulthaupt als Co-Moderator. Ende 2008 wurde das Café geschlossen.